# Museum Boijmans Van Beuningen
Museum Boijmans Van Beuningen is een museum voor beeldende kunst, gelegen aan het Museumpark in  de stad Rotterdam. Het museum bezit creaties op het gebied van beeldende kunst, toegepaste kunst en design. De collectie tekeningen is een van de belangrijkste ter wereld. Boijmans Van Beuningen biedt een overzicht van Nederlandse en Europese kunst, van de vroege middeleeuwen tot in de 21e eeuw. Tot de collectie behoren onder andere de schilderijen 'De Toren van Babel' uit 1563 van Bruegel, 'De drie Maria's' van Jan van Eyck, en 'Titus aan de lezenaar' van Rembrandt, maar ook de 'Lippenbank' van Salvador Dalí. De instelling behoort tot de top van de Nederlandse kunstmusea.
Het museumgebouw uit 1935, ontworpen in traditionalistische jarendertigarchitectuur, omvat naast tentoonstellingszalen een prentenkabinet en een bibliotheek.
Het museum ging in 2019 dicht voor een ingrijpende verbouwing. Het Depot Boijmans Van Beuningen is sinds 2021 voor het publiek toegankelijk.

## Geschiedenis

### Ontstaan

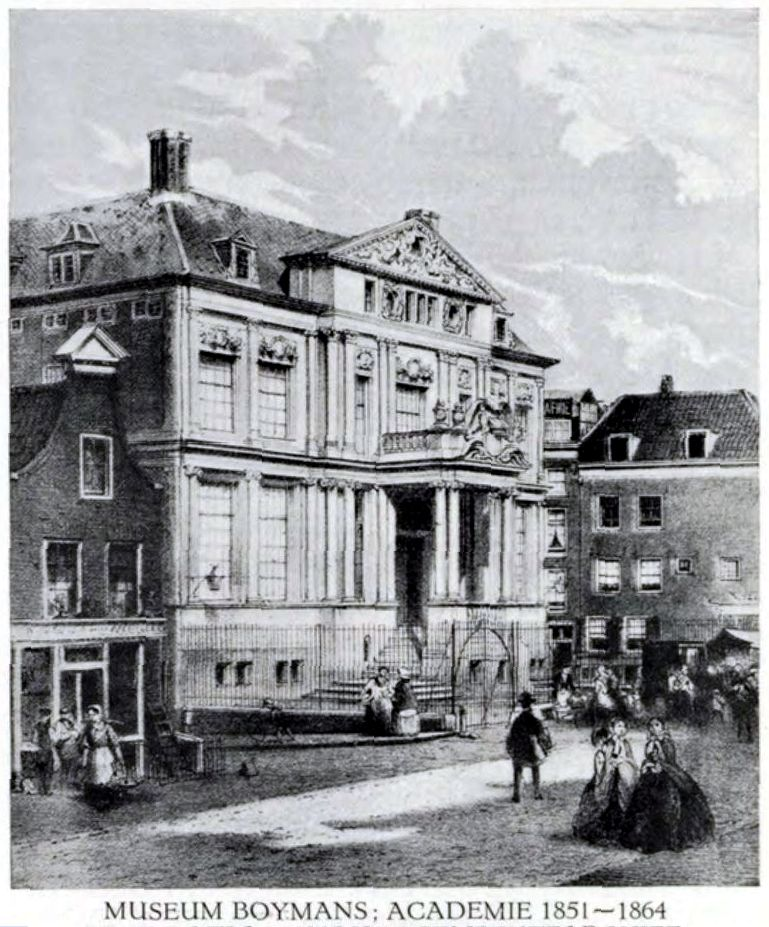
Museum Boymans, ca. 1850.

Het museum ontstond dankzij het legaat van de verzamelaar Frans Jacob Otto Boijmans (1767-1847) aan de stad Rotterdam in 1841. De schilderijen en andere kunstvoorwerpen werden ondergebracht op de eerste verdieping van het historische Schielandshuis. In 1849 werd in Het Schielandshuis het Museum Boijmans geopend.

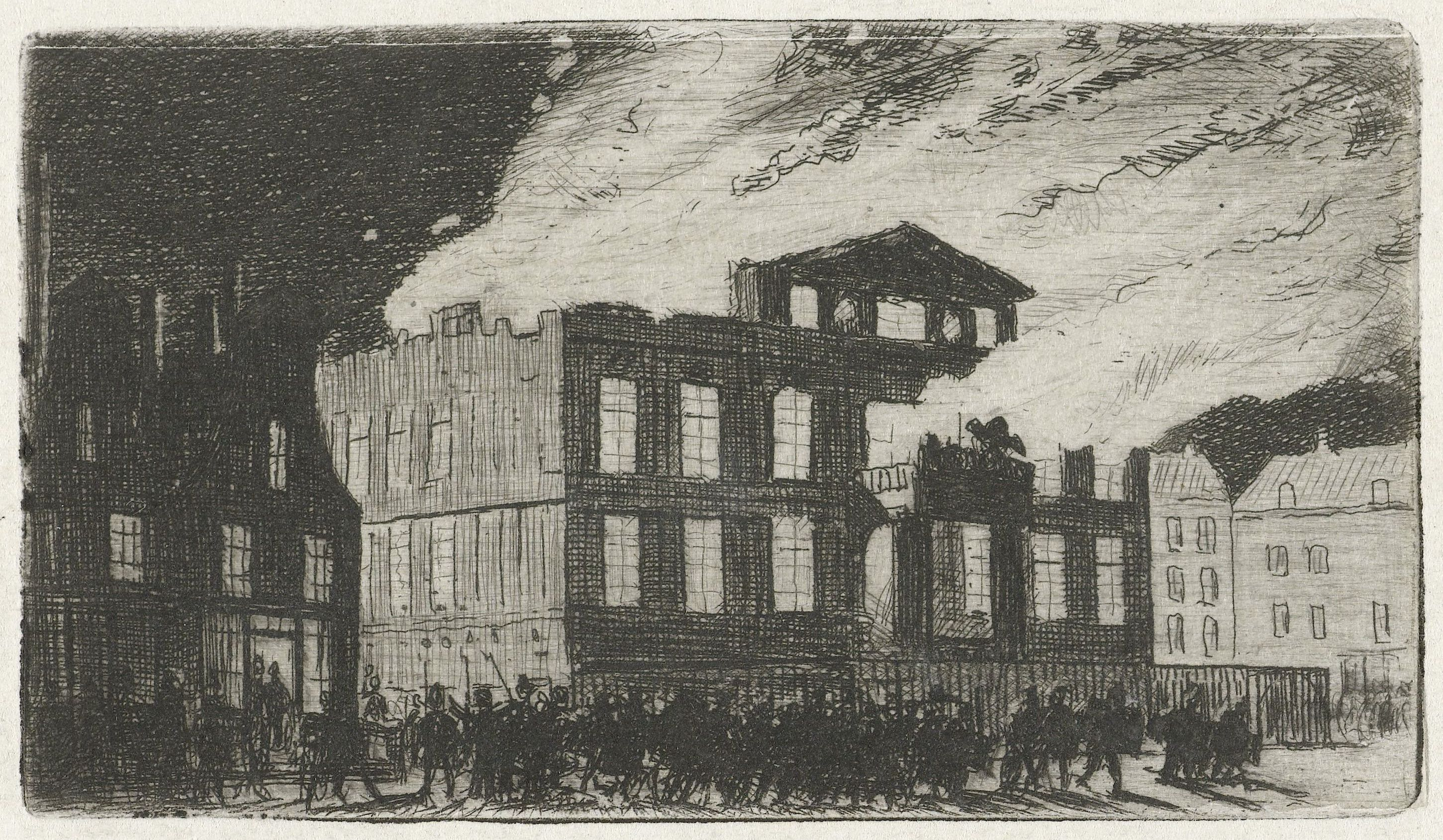
Brand in Museum Boijmans, 1864 door Cornelis Ouboter van der Grient en Jan Weissenbruch.

Bij een brand op 15 februari 1864 ging een groot deel van de collectie verloren, waaronder 293 van de 480 schilderijen en 700 tekeningen, een kwart van de tekeningen.. Dertien van de 31 mappen met tekeningen van Nederlandse kunstenaars verdwenen, de kunstenaars met initialen C tot S bleven behouden. De bibliotheek, prentenkabinet, een verzameling tekeningen van oud-Italiaanse meesters en de porselein-verzameling gingen in zijn geheel verloren. Het redden werd bemoeilijkt doordat het water in de gracht bevroren was en de sleutel van de kunstopslag onvindbaar was.
Na uitkering van de verzekeringspremie werden nieuwe aankopen gedaan waaronder voor de tekeningencollectie 'Christus aan het kruis' van Peter Paul Rubens. Ook door schenkingen werd de collectie daarna weer gestaag aangevuld. Een erfenis van de Rotterdamse kunstverzamelaar Dirk Vis Blokhuyzen in 1869 met onder meer De kantwerkster van Vermeer werd vanwege kostenoogpunt echter afgewezen.

### 20e eeuw
Symfonie in geel ook bekend als Het Laantje van Nuenen was in 1903 het eerste schilderij van Vincent van Gogh dat door het museum voor een openbare collectie werd aangeschaft.
Adriaan Jacob Domela Nieuwenhuis schonk in 1923 zijn kunstcollectie, die voor een belangrijk deel uit grafische kunst bestond, aan het museum.
In 1935 werd het Van der Steurgebouw betrokken, ontworpen door de stadsarchitect Ad van der Steur. Van der Steur en de toenmalige museumdirecteur Dirk Hannema hadden één ideaal: het nieuwe museumgebouw moest een plek zijn waar je naartoe ging om van kunst te genieten. Geen overvolle wanden en slecht licht zoals in het 17e-eeuwse Schielandshuis, maar een modern gebouw dat geheel was toegerust voor zijn taak.
Een zwarte bladzijde in de geschiedenis van het museum was de aankoop van een valse Vermeer. Han van Meegeren verkocht in 1937 aan het museum, de "pas ontdekte" Emmaüsgangers van Vermeer. Maar het was geen echte Johannes Vermeer maar een echte Van Meegeren, geschilderd in de stijl van Vermeer zo bleek later. Van Meegeren had veel vooraanstaande kunstkenners, inclusief Boijmansdirecteur Dirk Hannema, om de tuin geleid.
In 1958 verwierf het museum de collectie van havenbaron D.G. van Beuningen. Dat was zo’n mijlpaal dat de naam van het museum werd veranderd in Museum Boijmans Van Beuningen.
Ook aan andere particuliere verzamelaars heeft het museum veel te danken.  Hun gevarieerde belangstelling legde de basis voor de verscheidenheid van de collectie. En dankzij hun gedrevenheid bezit het museum nu als enige in Nederland schilderijen van Van Eyck, Titiaan, Jheronimus Bosch, Pieter Bruegel de Oude en Dalí. In de tweede helft van de twintigste eeuw werden de eigen aankopen van het museum steeds talrijker, maar nog altijd profiteert het museum van de generositeit van verzamelaars. Zo verwierf het museum in 1981 dankzij het echtpaar Van Beuningen-de Vriese een omvangrijke verzameling pre-industriële gebruiksvoorwerpen.

### 21e eeuw

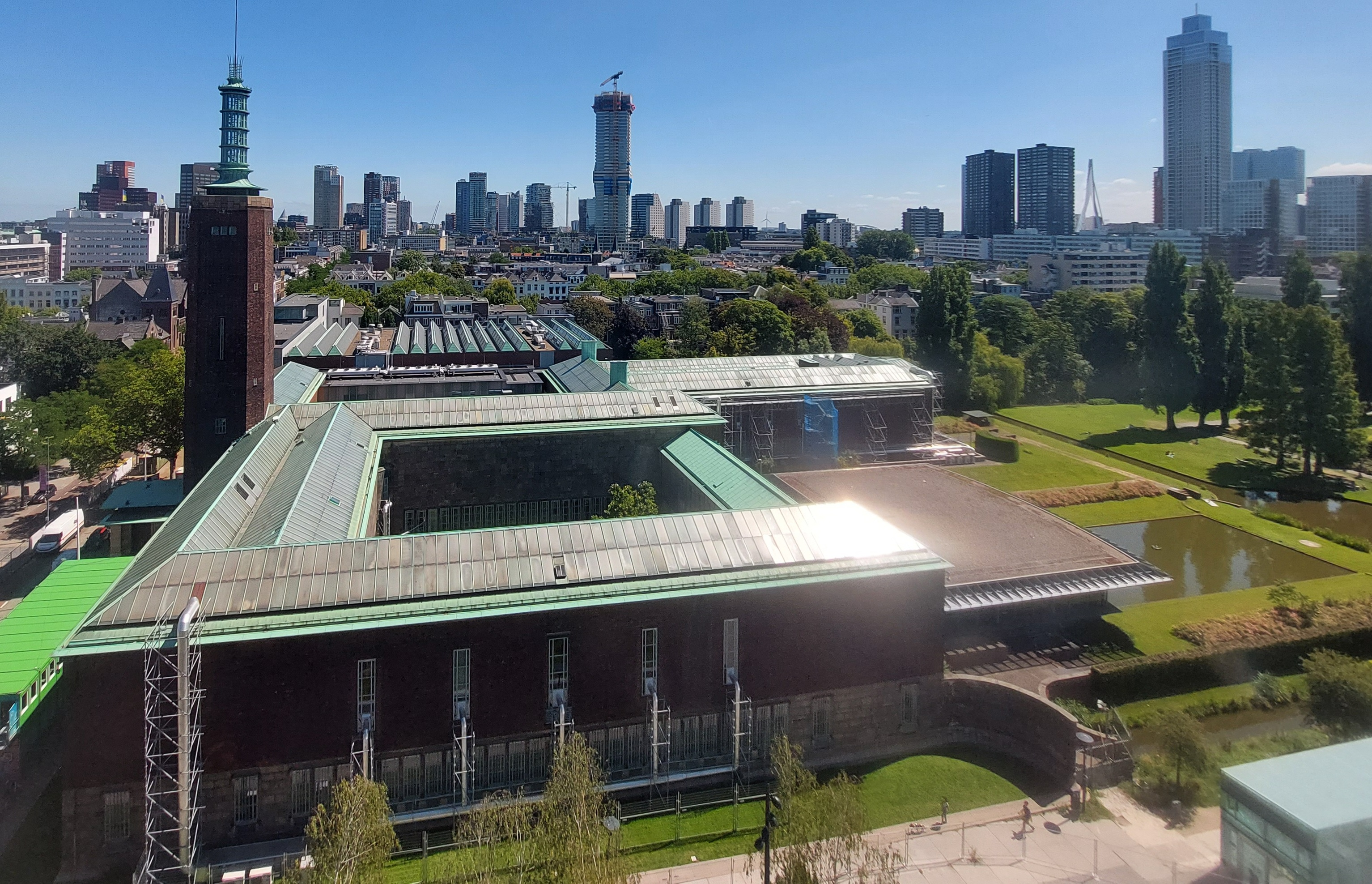
Bovenaanzicht van het Museum Boijmans gezien vanaf het dakterras van het depot.

In 2004 werd een groot deel van de Koenigscollectie, die in de Tweede Wereldoorlog was verdwenen, aan het museum teruggegeven. In 2005 werd Stichting H+F Mecenaat opgericht; een  samenwerkingsverband van Han Nefkens met Museum Boijmans Van Beuningen. Het H+F Mecenaat stelt zich ten doel op een internationaal niveau hedendaagse kunst en kunstenaars te stimuleren en onder de aandacht te brengen van een nieuw publiek. Met behulp van het H+F Mecenaat zijn verschillende aanwinsten mogelijk gemaakt, zoals de installatie "Laat je haar neer" van Pipilotti Rist en de installatie "Notion Motion" van de Deen Olafur Eliasson.
Op 20 april 2012 ontving het museum een particuliere schenking met een waarde van 30 miljoen euro. De Rotterdamse galeriehouder en kunstverzamelaar Hans Sonnenberg schonk 15 kunstwerken uit zijn privéverzameling met werken van onder meer Constant Nieuwenhuijs, David Hockney en Jean-Michel Basquiat.

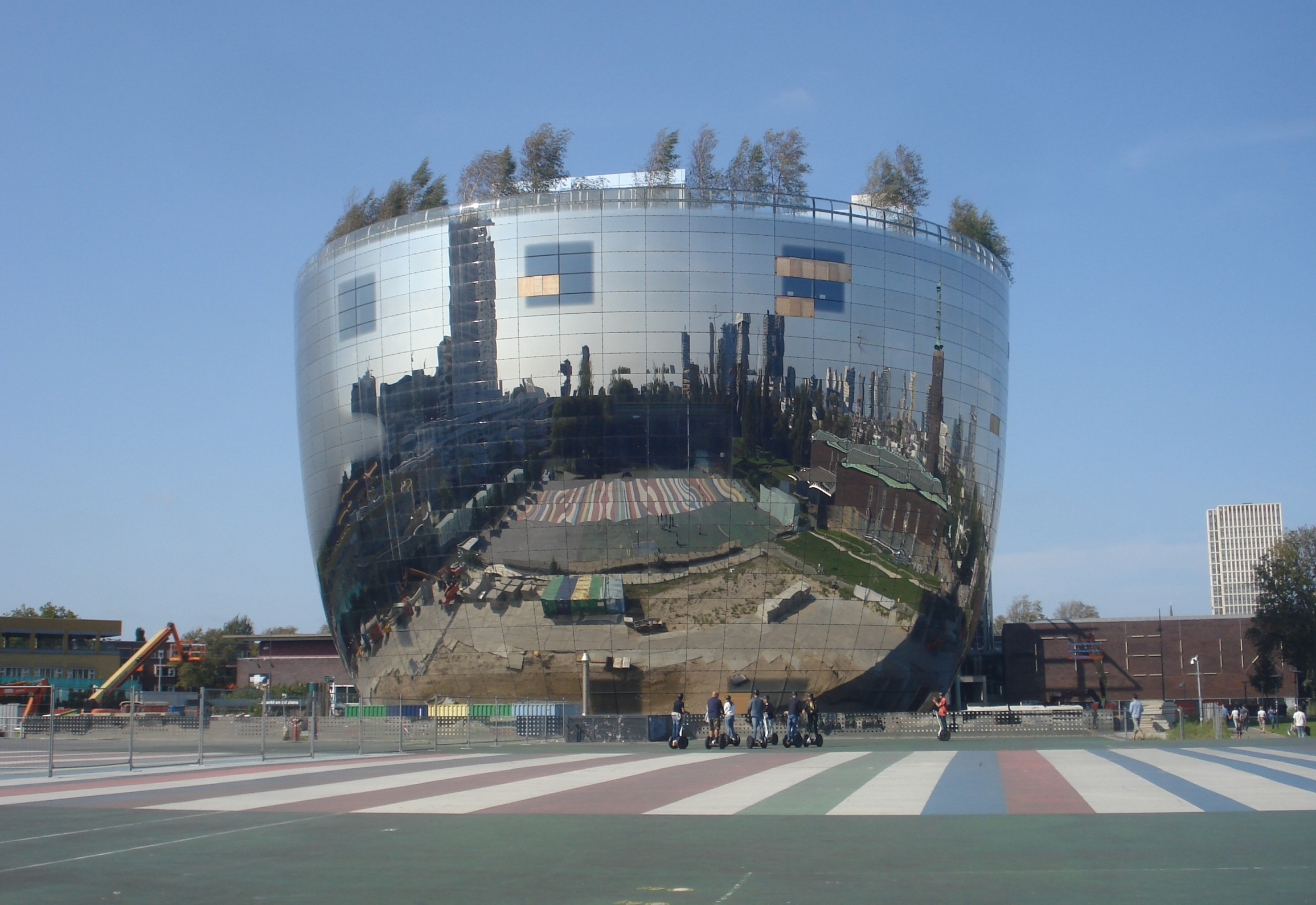
Depot Boijmans van Beuningen, september 2020

Op 5 november 2015 stemde de Rotterdamse gemeenteraad in met de wijziging van het bestemmingsplan in het Museumpark, waardoor plannen voor een bijzonder kunstdepot gerealiseerd konden gaan worden, Depot Boijmans Van Beuningen. Het depot is ontworpen door architect Winy Maas en is openbaar toegankelijk. Er zijn 70.000 werken te zien, op een totale oppervlakte van ongeveer 15.000 m2.
Op zondag 26 mei 2019 sloot de toegangspoort van Museum Boijmans Van Beuningen voor een verbouwing, die waarschijnlijk tot 2029 zal duren. In deze transitieperiode loopt het programma door en blijft de collectie zichtbaar bij buurmusea, het Erasmus MC en in Rotterdamse schoolklassen. Ook reizen topstukken naar musea over de hele wereld. Vanaf 2021 is de hele collectie te zien in het Depot Boijmans Van Beuningen.
In november 2019 werden enkele oudere kunstvoorwerpen uit de collectie in beslag genomen, omdat deze van diefstal afkomstig zouden zijn.
Zomer 2021 werd bekend dat Robbrecht & Daem, de architecten van de nieuwbouwvleugel uit 2003, het museum zou gaan dagvaarden. De Rotterdamse wethouder Bas Kurvers had namelijk een brief naar de gemeenteraad gestuurd dat de vleugel gesloopt zou worden ten behoeve van de renovatieplannen. Volgens de architecten heeft het museum te weinig aannemelijk gemaakt waarom de door hen ontworpen vleugel gesloopt moet worden.

## Directeuren
- Pieter Haverkorn van Rijsewijk
- Frederik Schmidt Degener (1908-1921)
- Dirk Hannema (1921-1945)
- Coert Ebbinge Wubben (1945-1978)
- Wim Beeren (1978-1985)
- Wim Crouwel (1985-1993)
- Johan ter Molen (1994-1995)(interim)
- Chris Dercon (1996-2003)
- Sjarel Ex (2004-2022)
- Ina Klaassen (2022-heden)

## Conservators
Bernadine de Neeve

## Collectie
De vaste collectie van het museum wordt tentoongesteld naar periode en/of stijl. De collectie omvat grofweg de Nederlandse en Vlaamse schilderkunst vanaf de Gotiek tot en met de hedendaagse kunst.
Gotiek

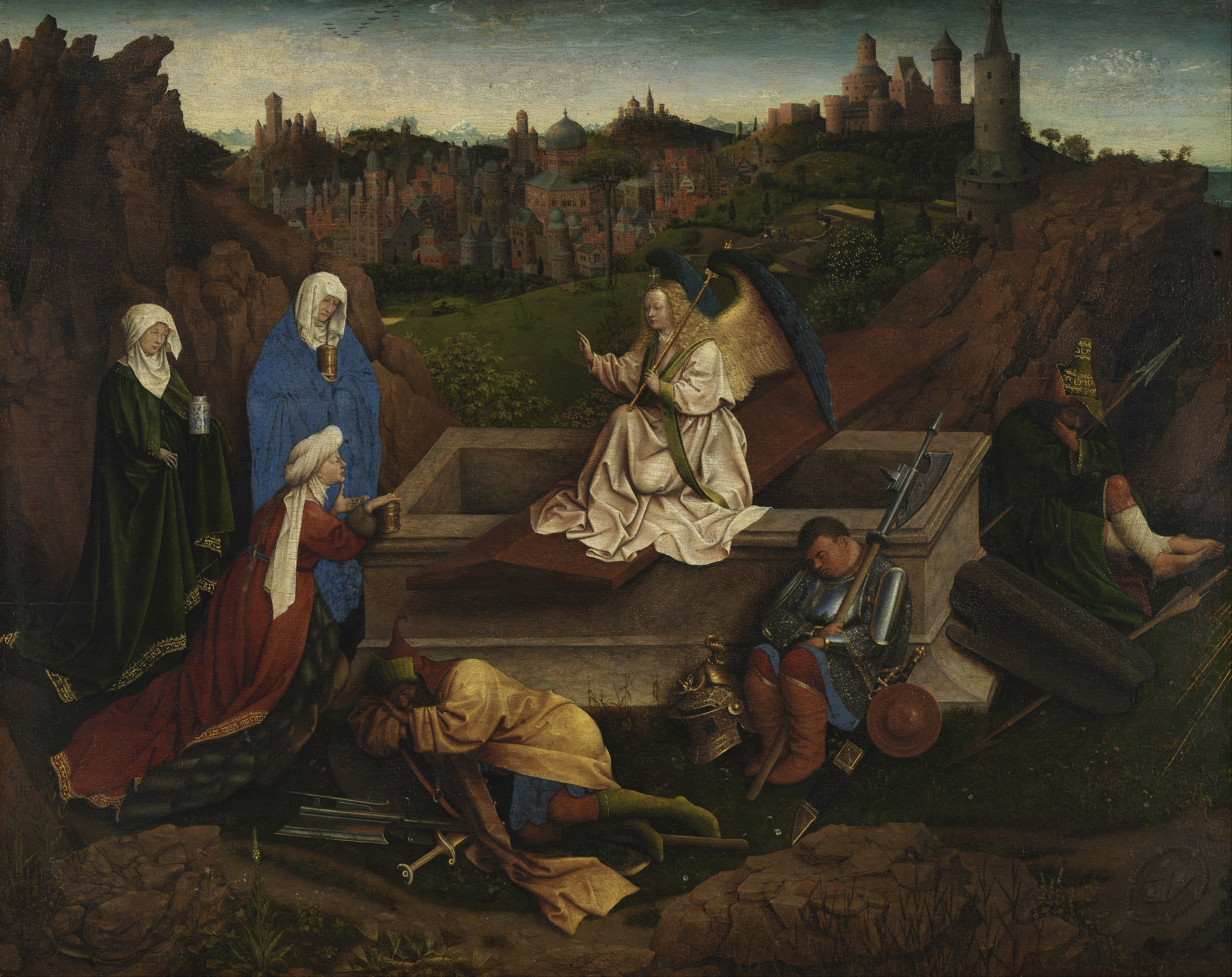
De drie Maria's aan het graf, Hubert van Eyck en/of Jan van Eyck
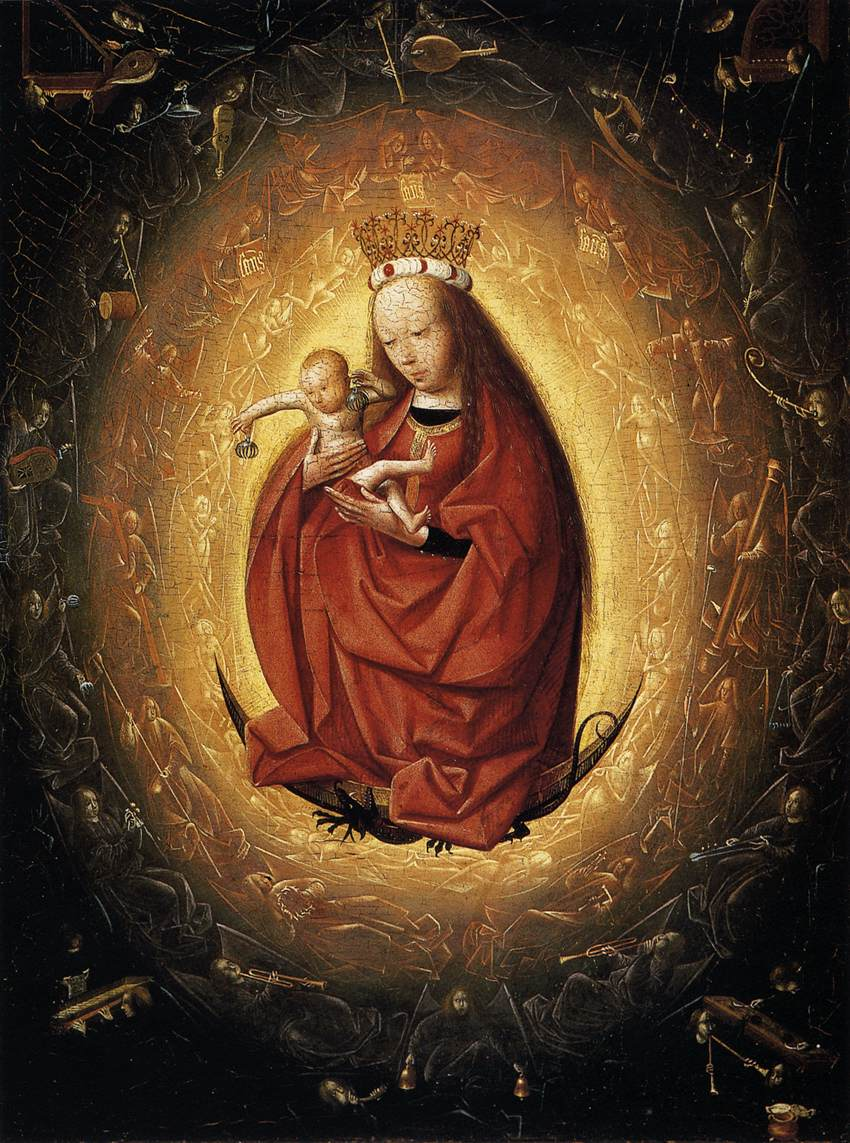
De verheerlijking van Maria, Geertgen tot Sint Jans
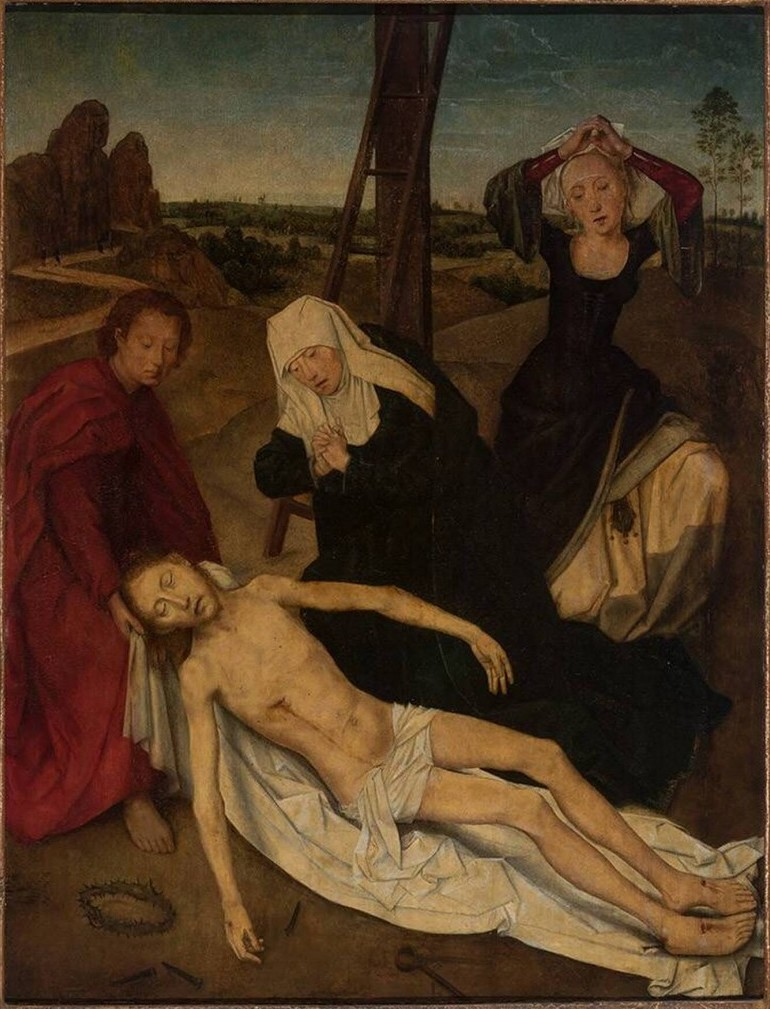
De bewening van Christus, Hans Memling

Renaissance

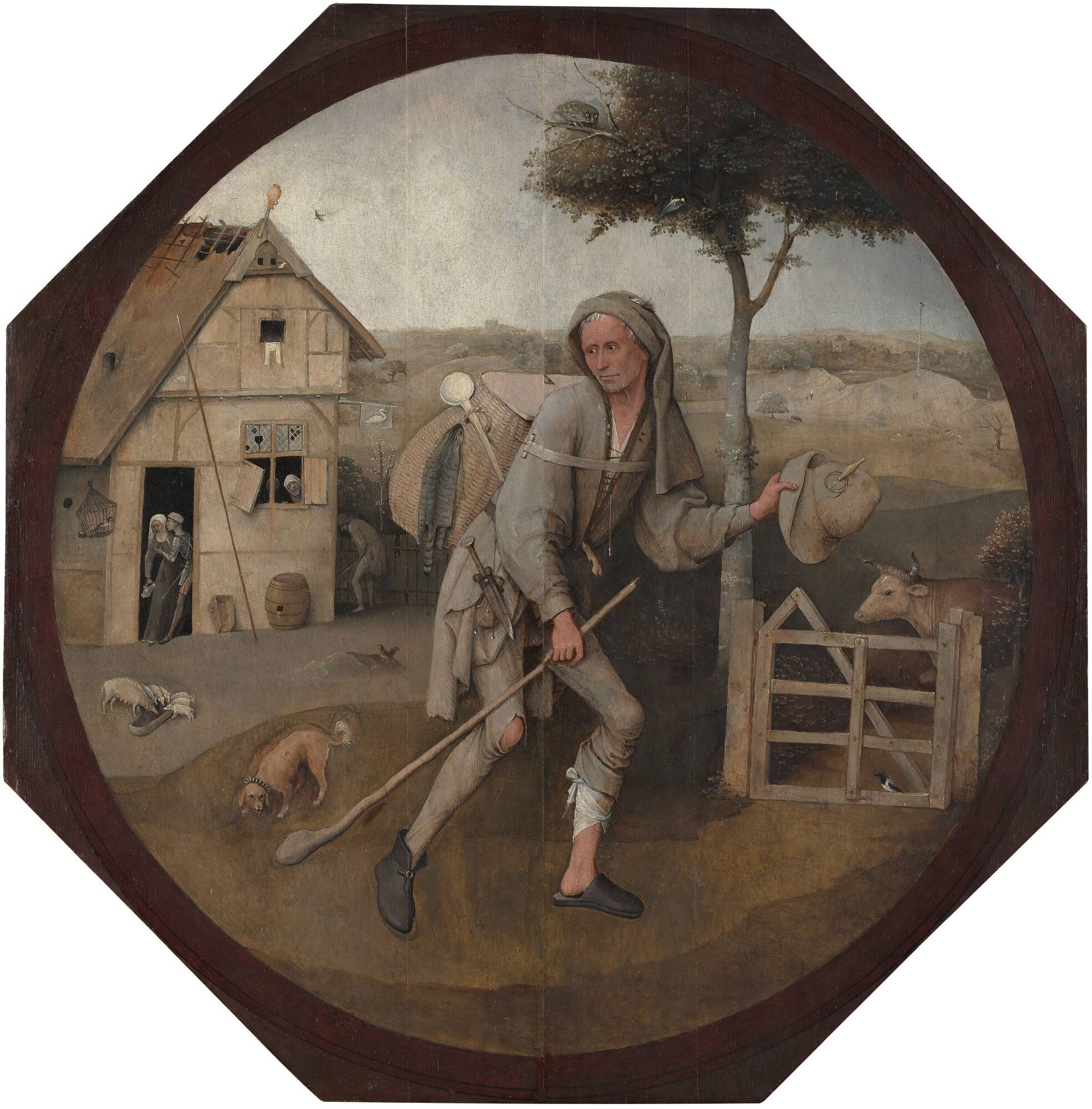
De Marskramer, Jheronimus Bosch
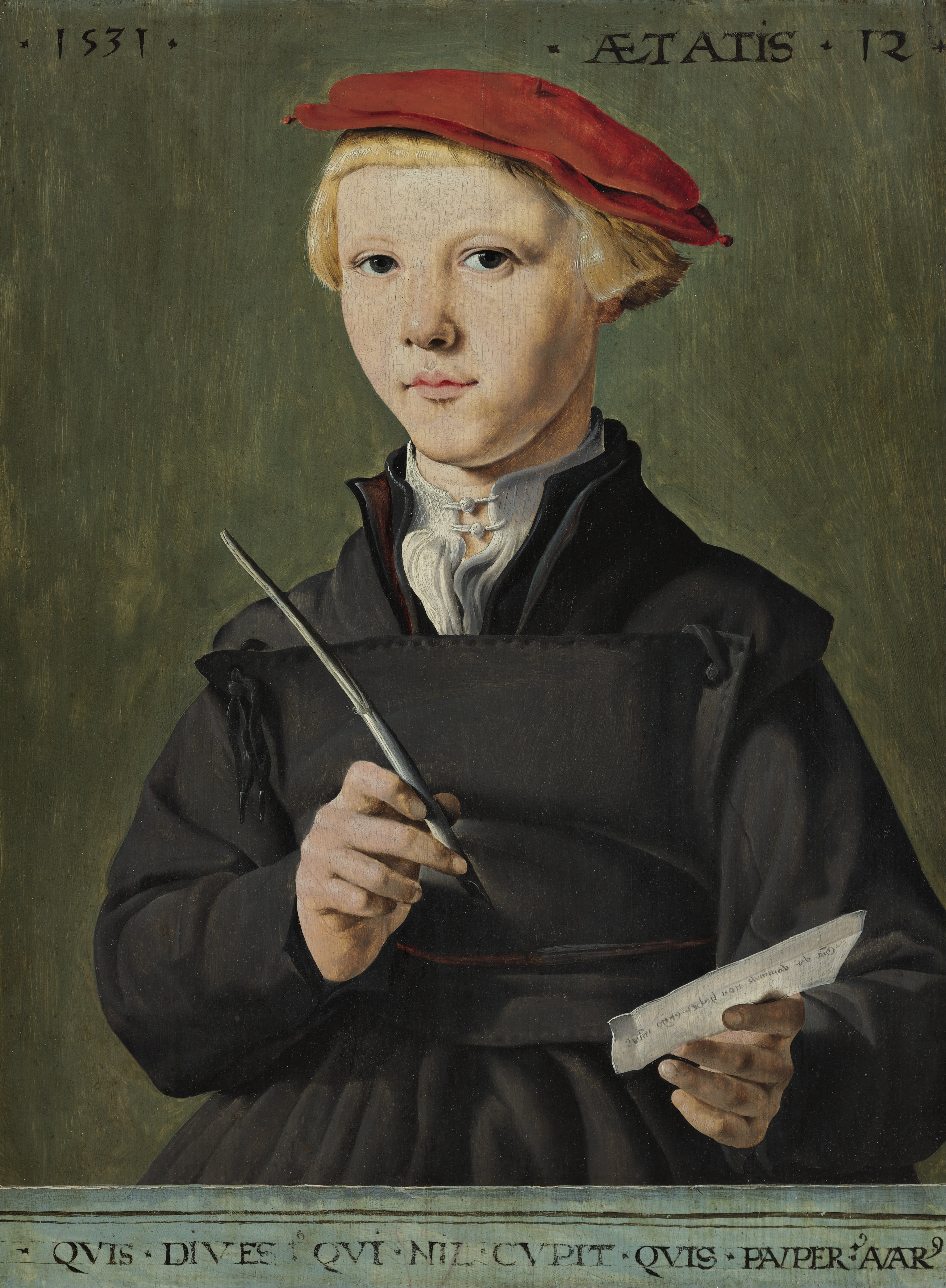
Portret van een jonge scholier, Jan van Scorel
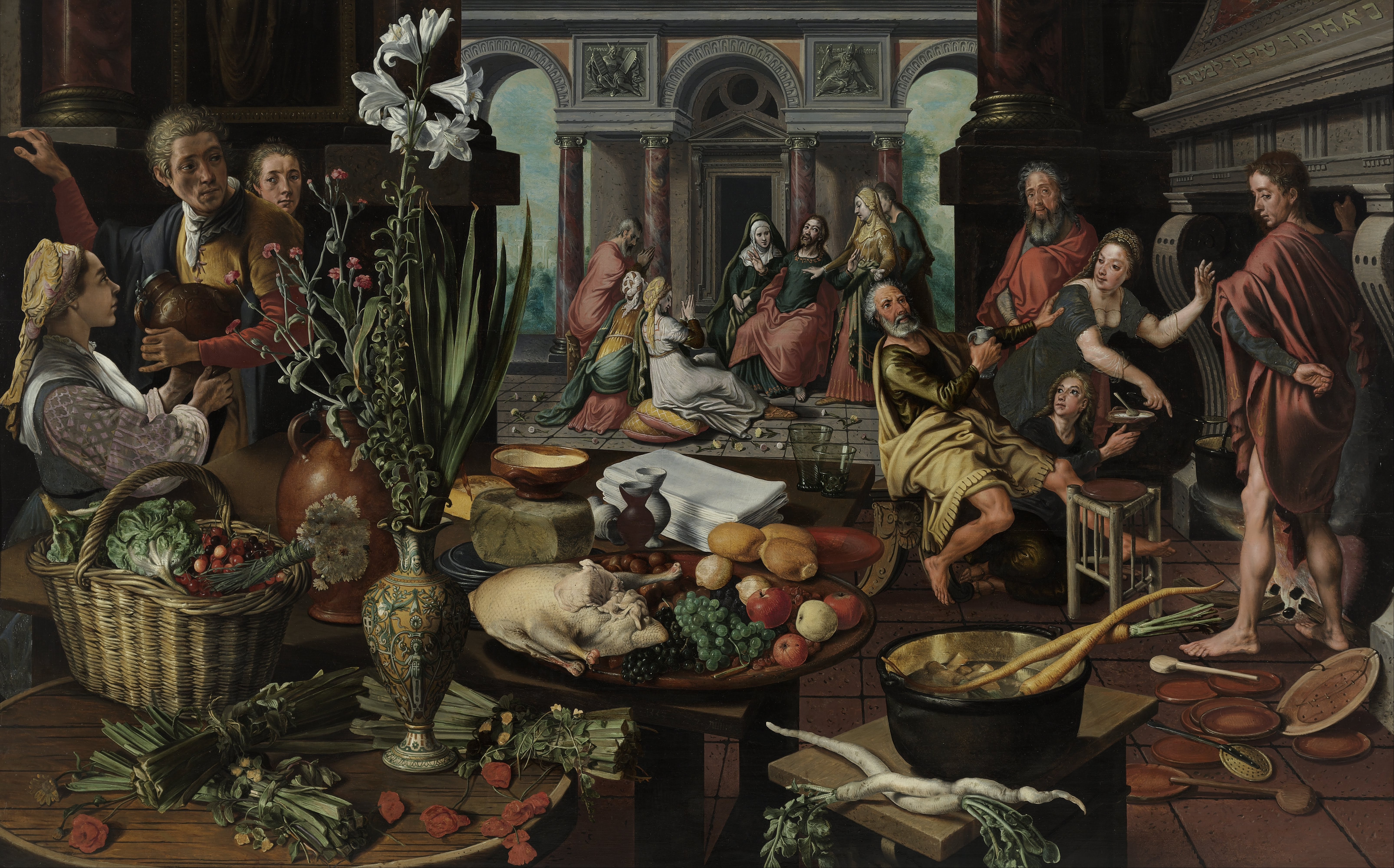
Christus op bezoek bij Maria en Martha, Pieter Aertsen
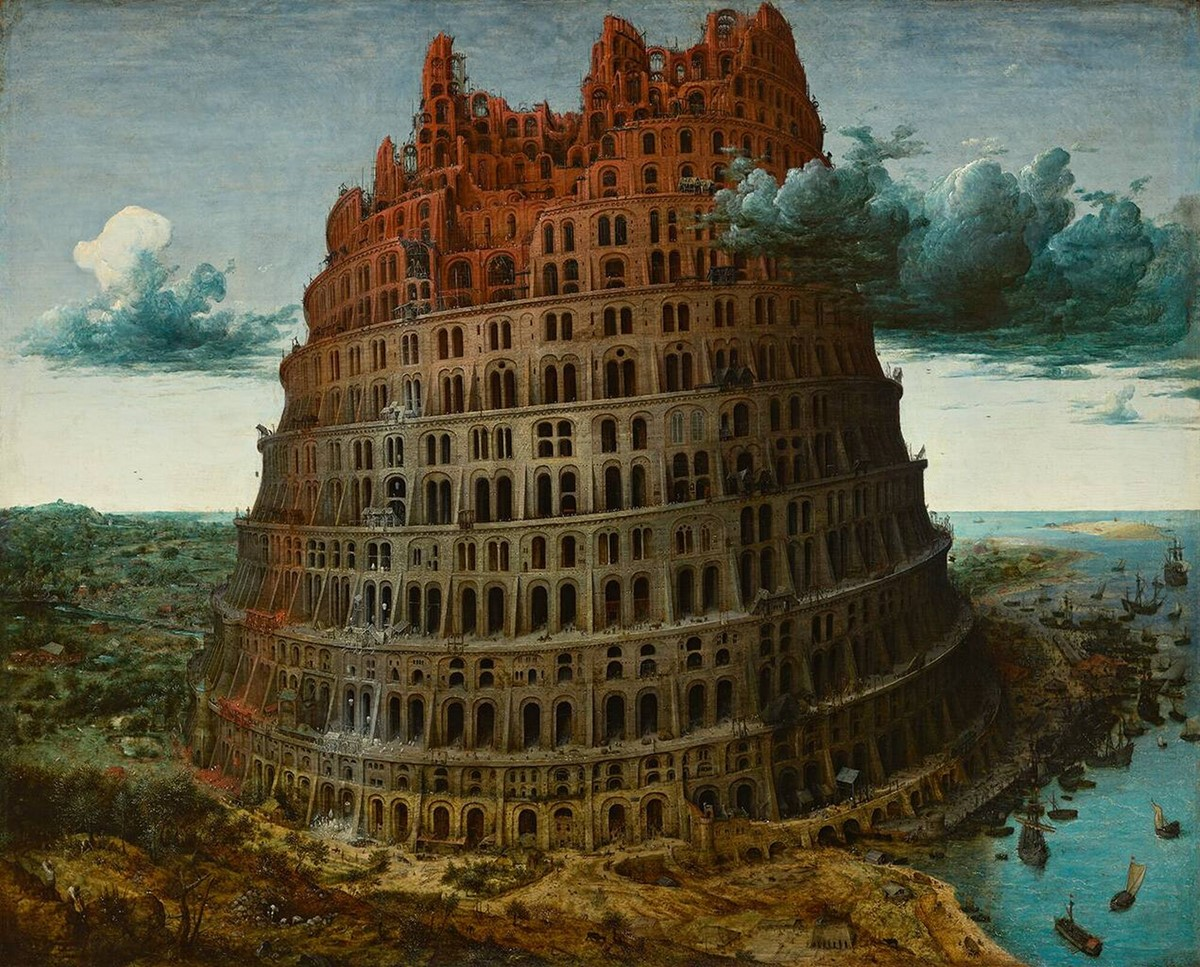
De Toren van Babel, Pieter Bruegel de Oude
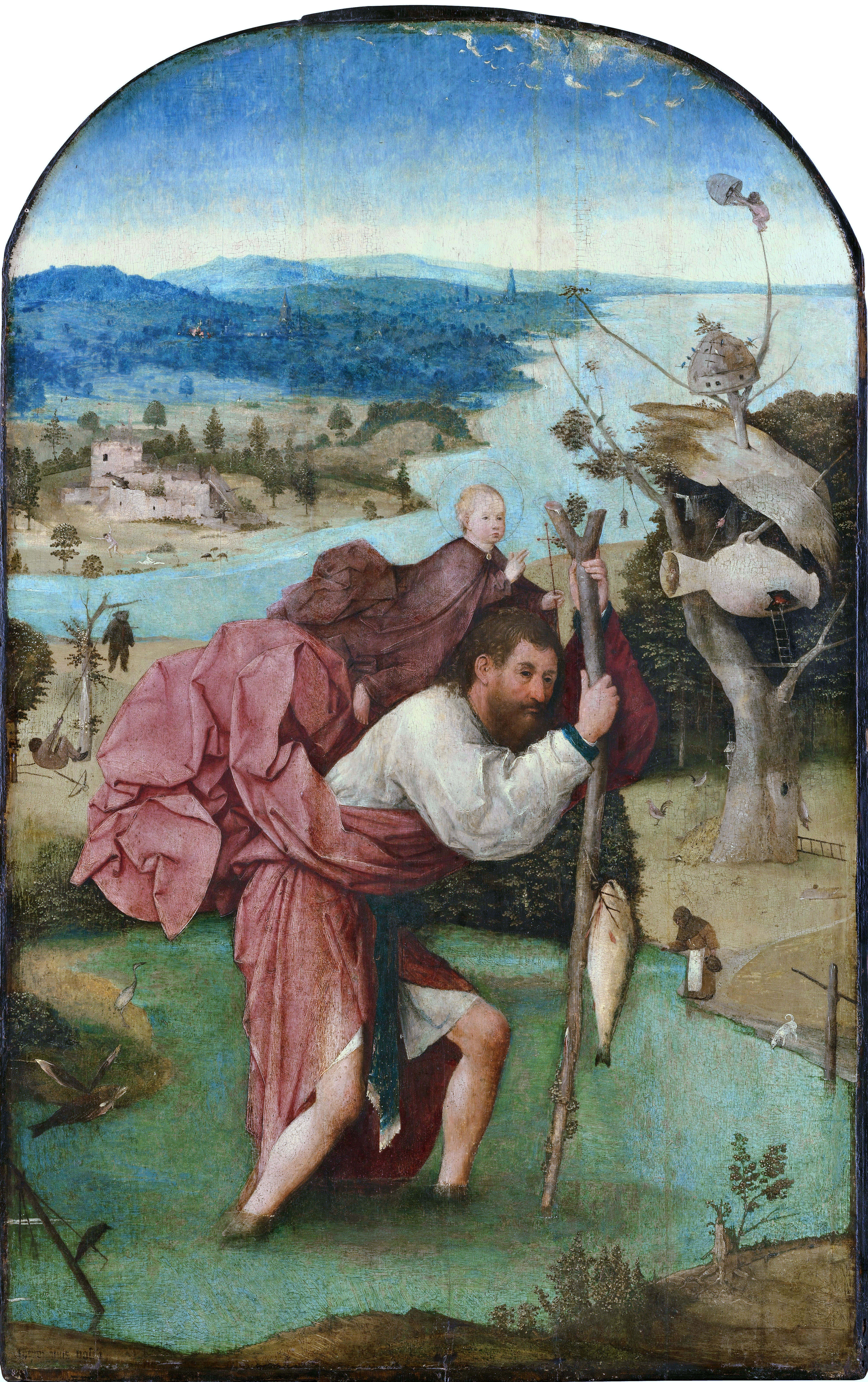
Heilige Christoforus, Jheronimus Bosch
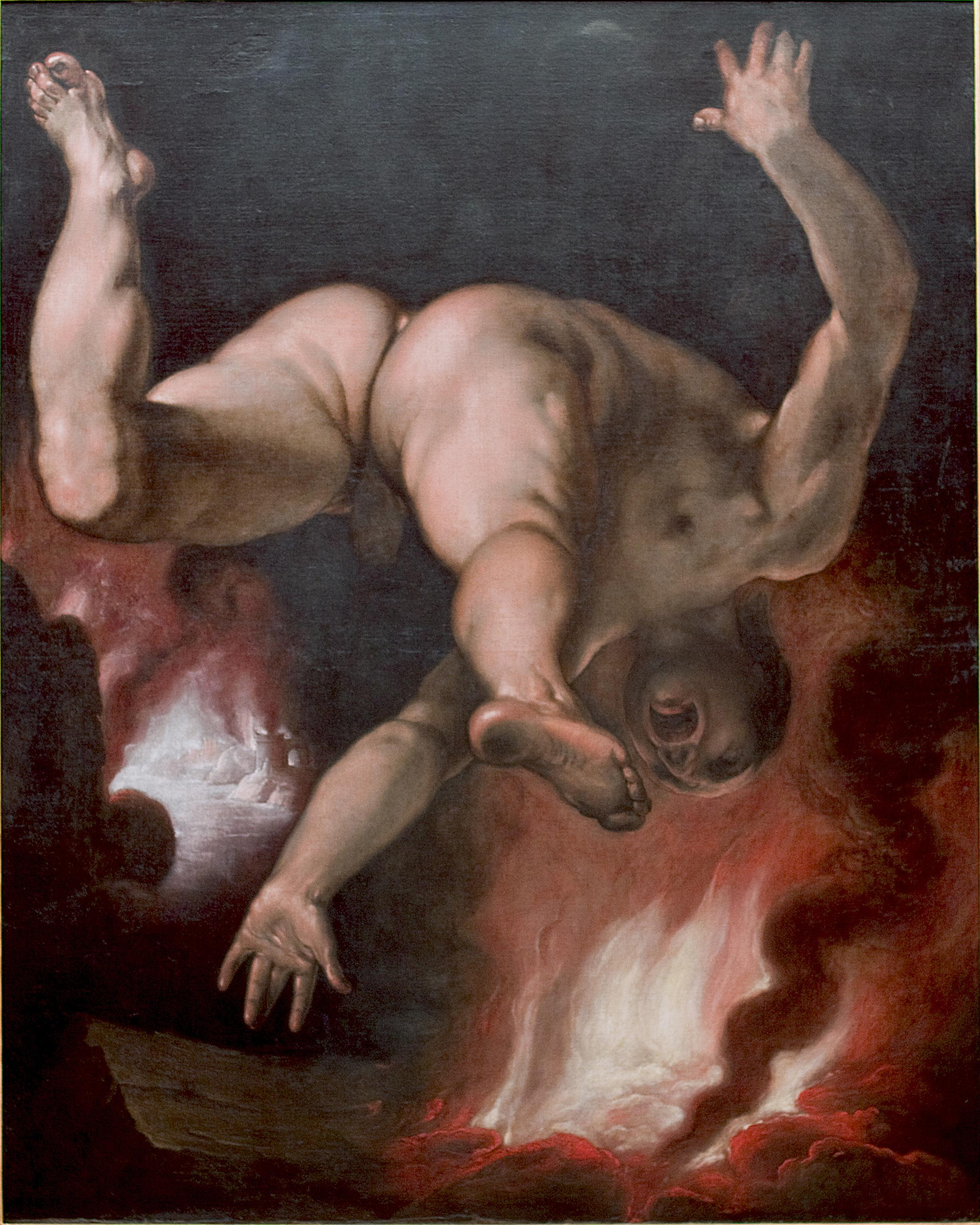
De val van Ixion, Cornelis Cornelisz. van Haarlem
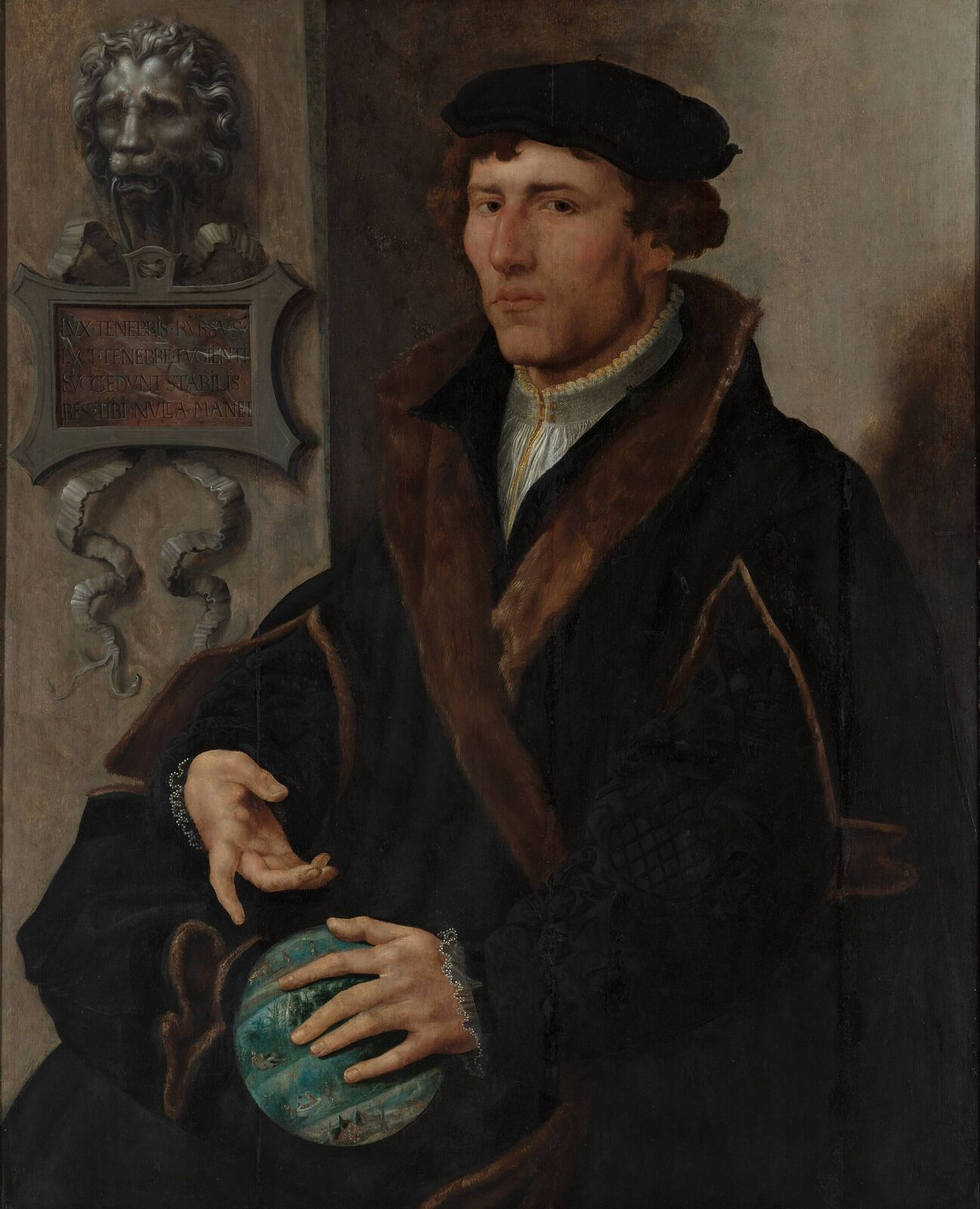
Portret van Reinerus Frisius Gemma, Maarten van Heemskerck

Barok

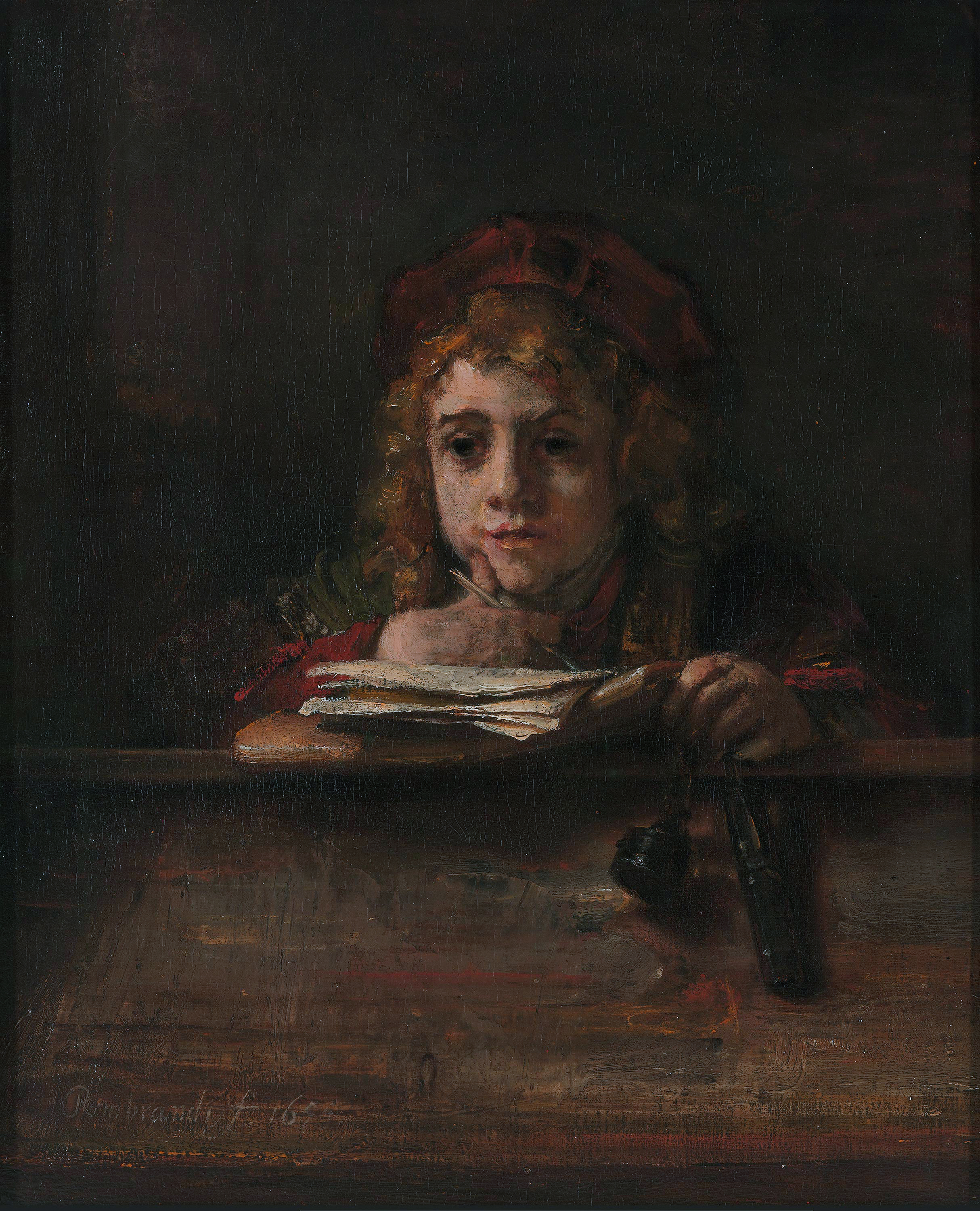
Titus aan de lezenaar, Rembrandt
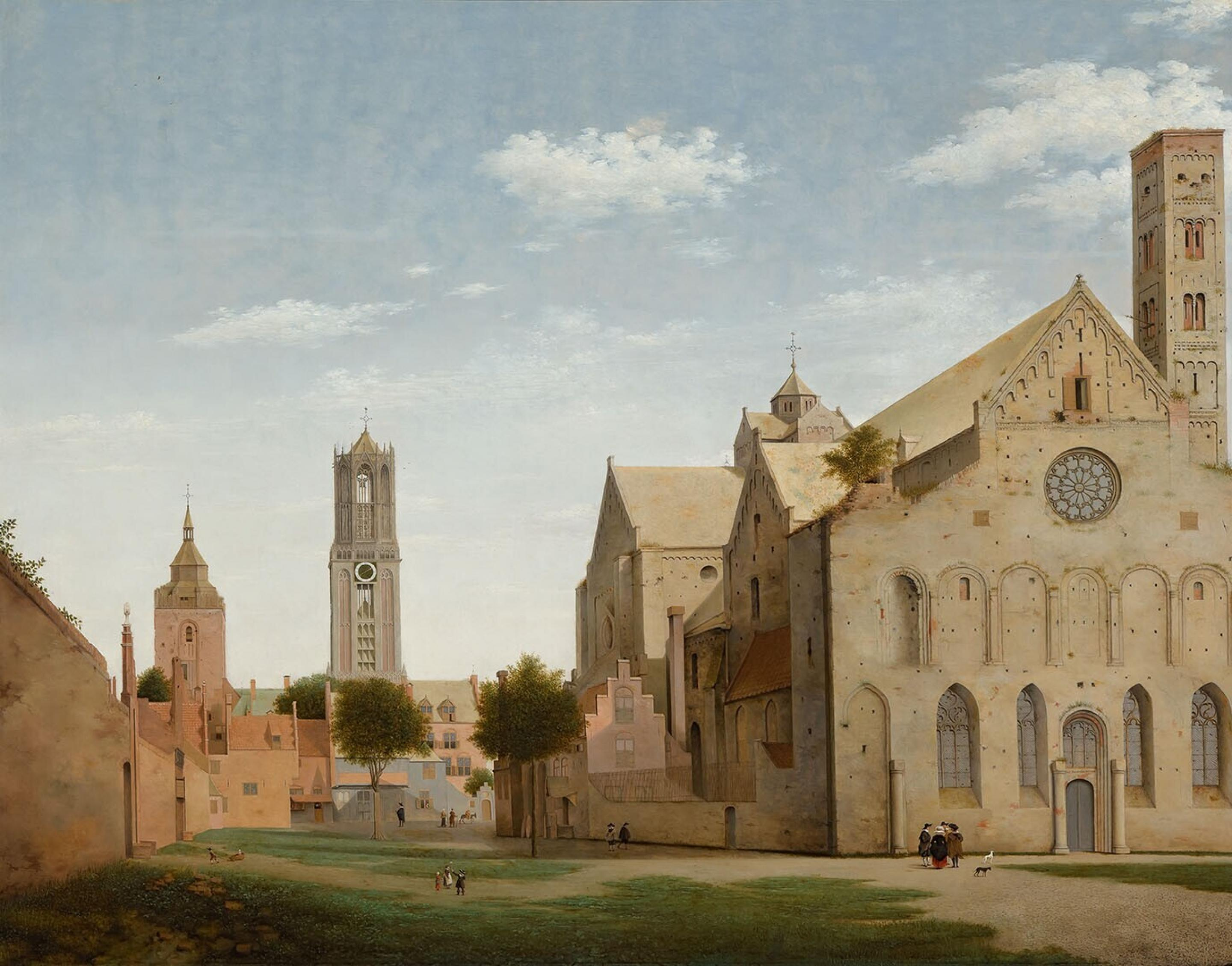
De Mariaplaats met de Mariakerk in Utrecht, Pieter Saenredam
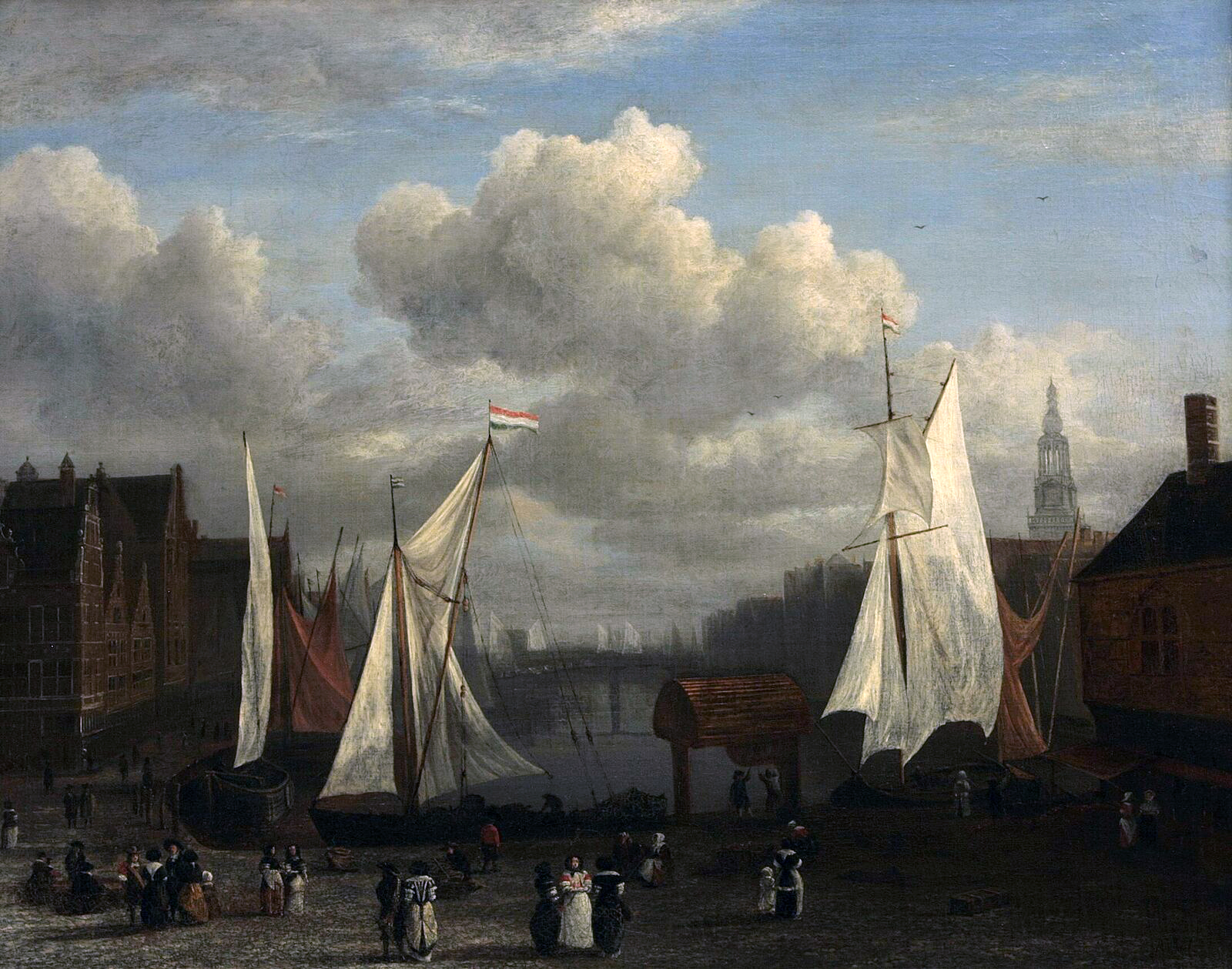
Gezicht op het Damrak in Amsterdam, Jacob van Ruisdael
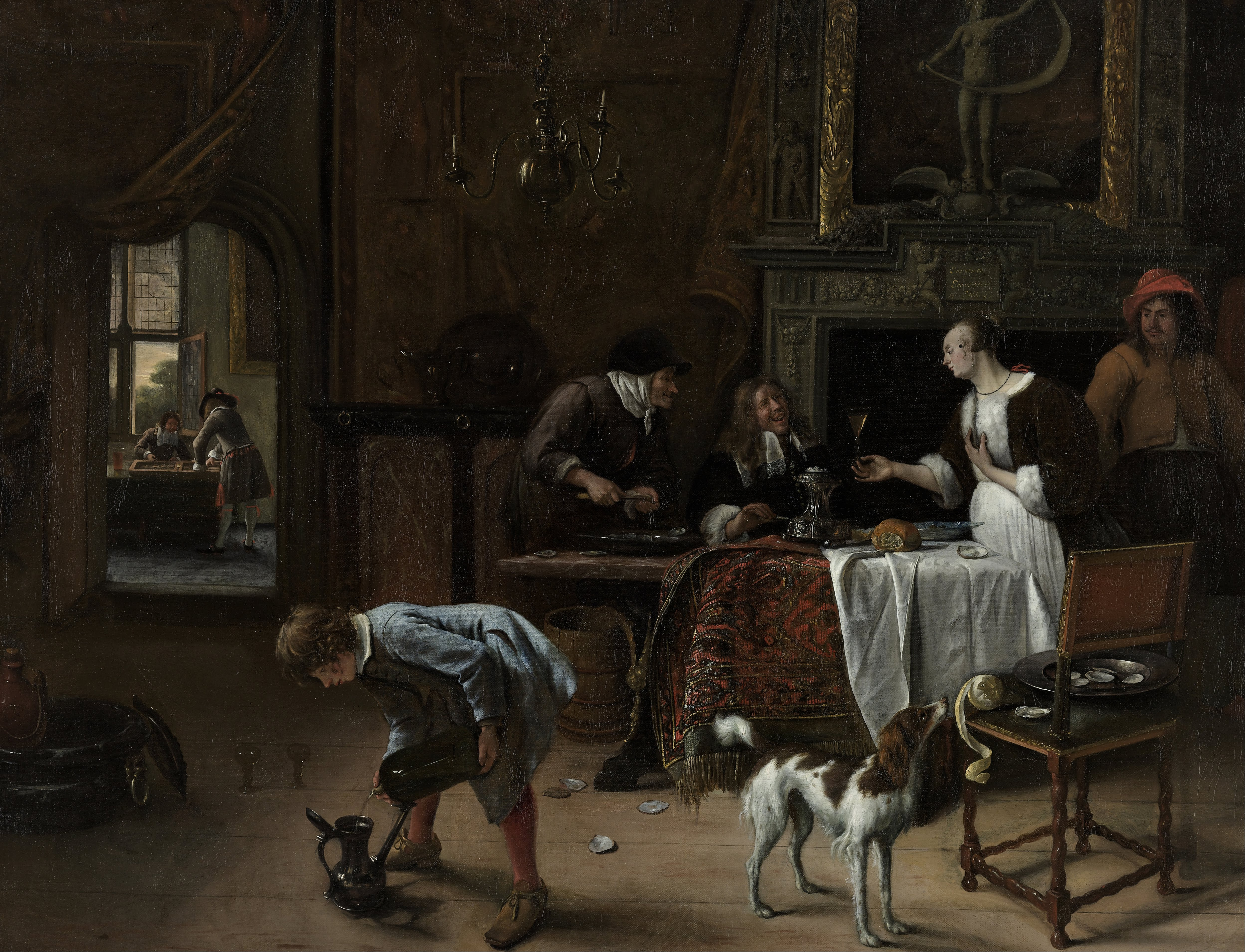
‘Soo gewonne, soo verteert’, Jan Steen
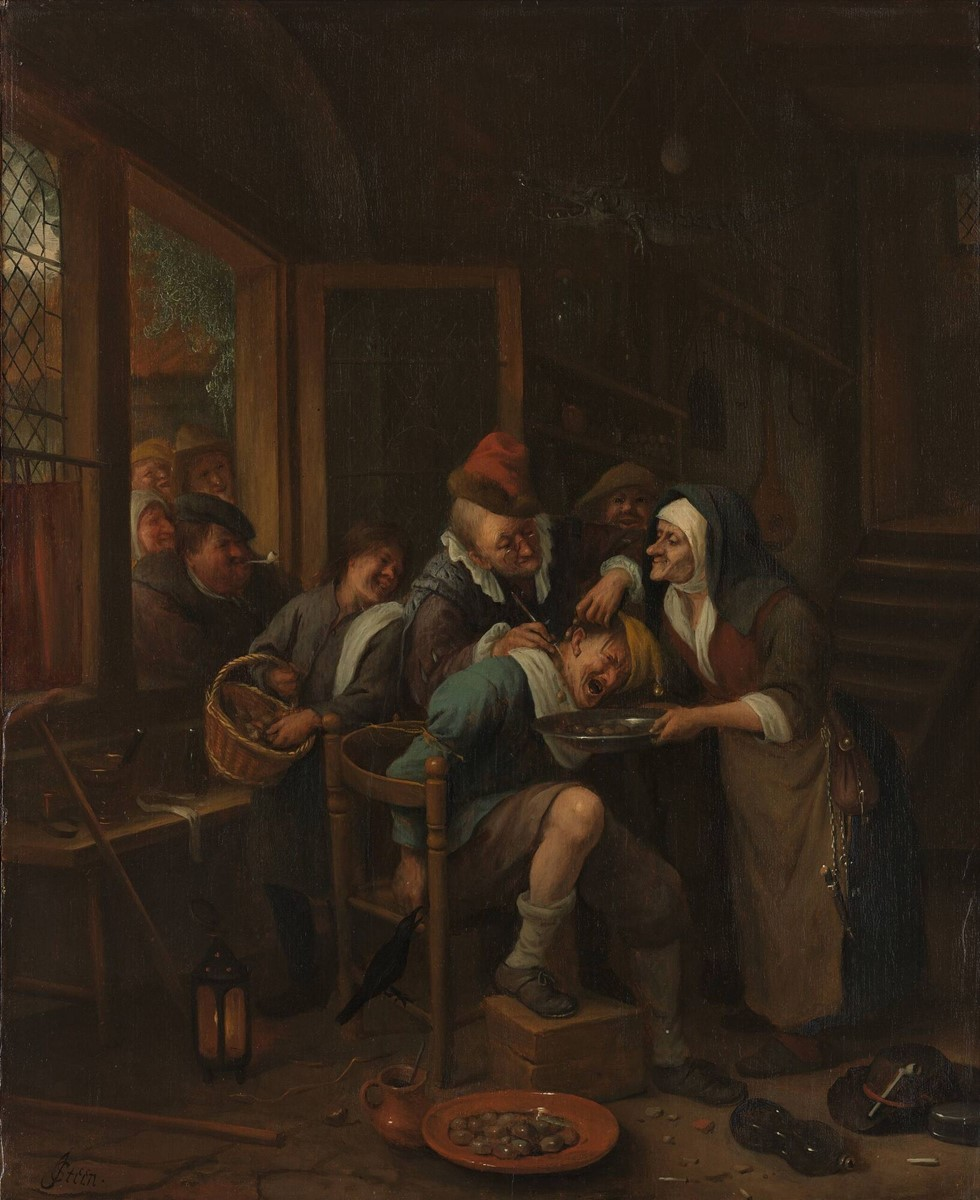
Keisnijding, Jan Steen
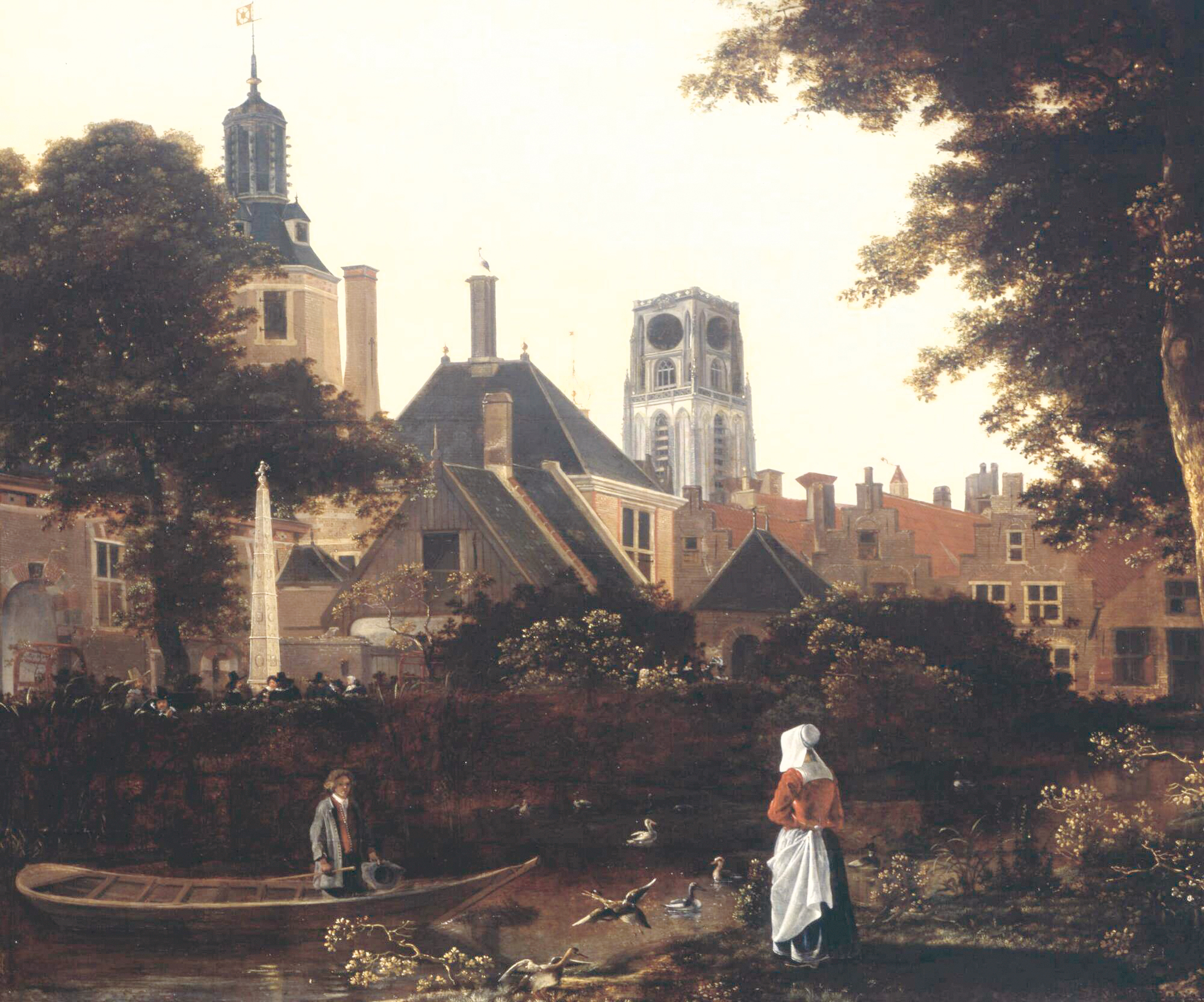
Stadsgezicht te Rotterdam met de Sint Laurenstoren, Onbekend
De Oude Beurs te Amsterdam, Job Berckheyde
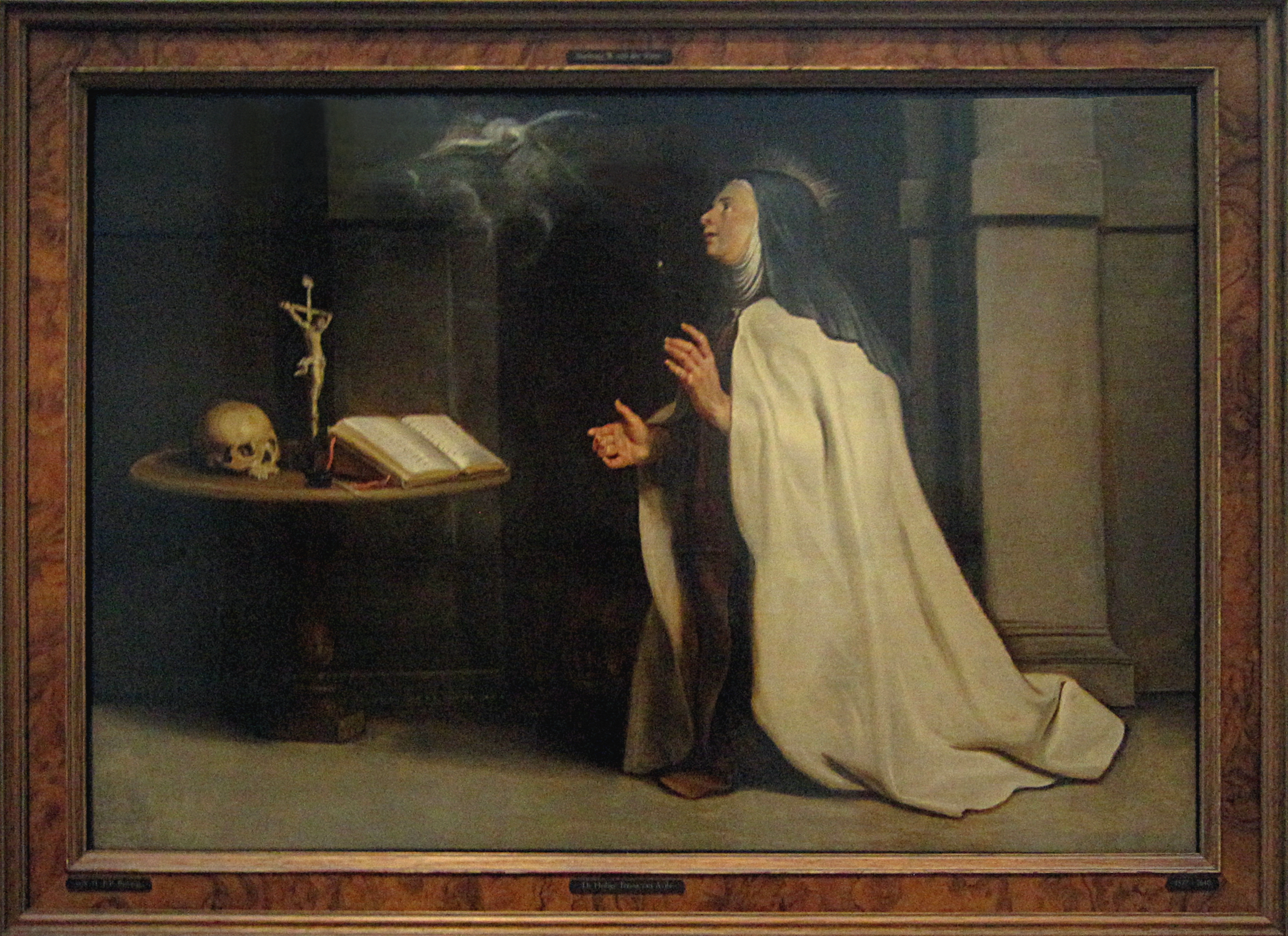
De visie van Saint Teresa van Avila, Peter Paul Rubens

Romantiek

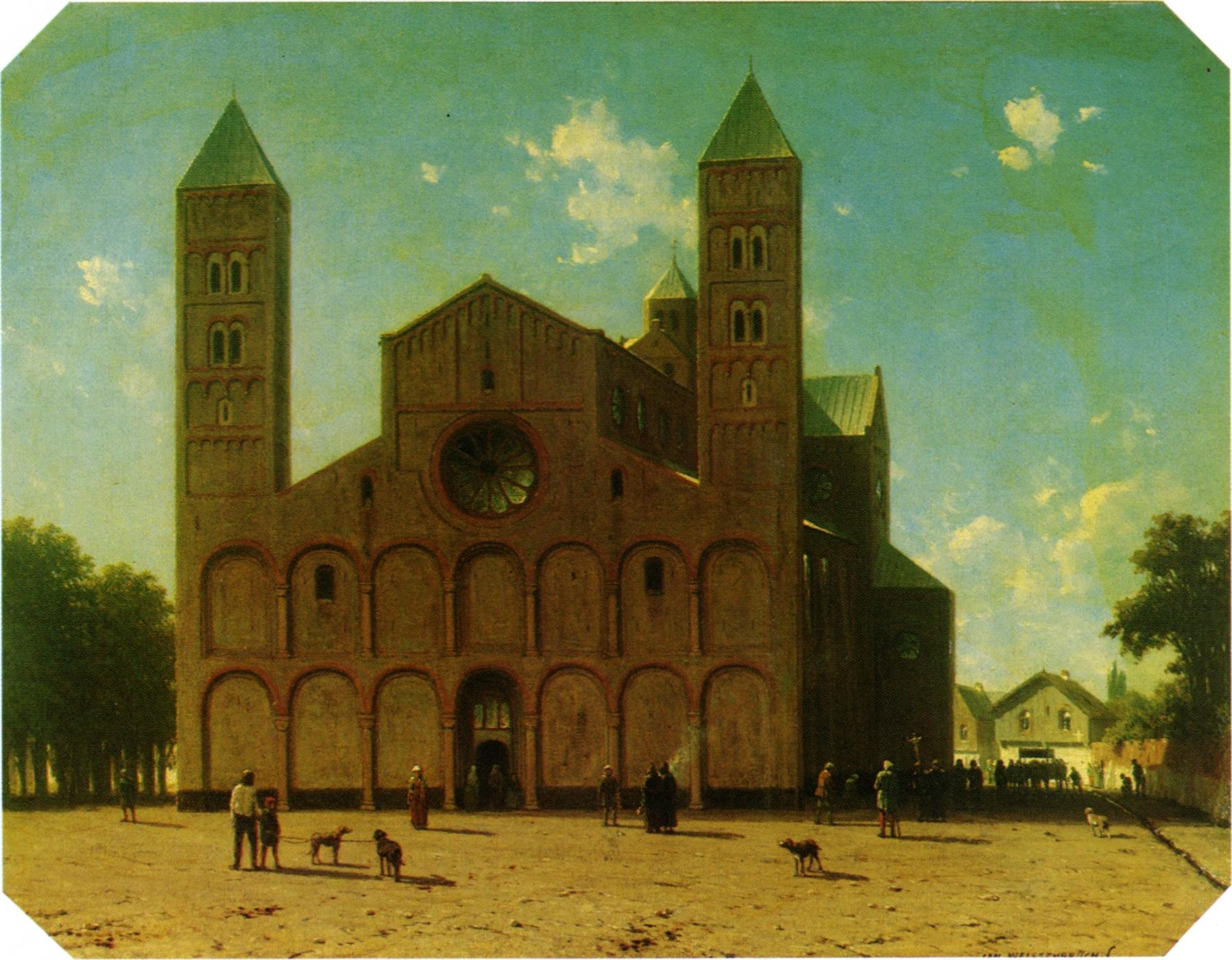
Gezicht op de Mariakerk te Utrecht, Jan Weissenbruch
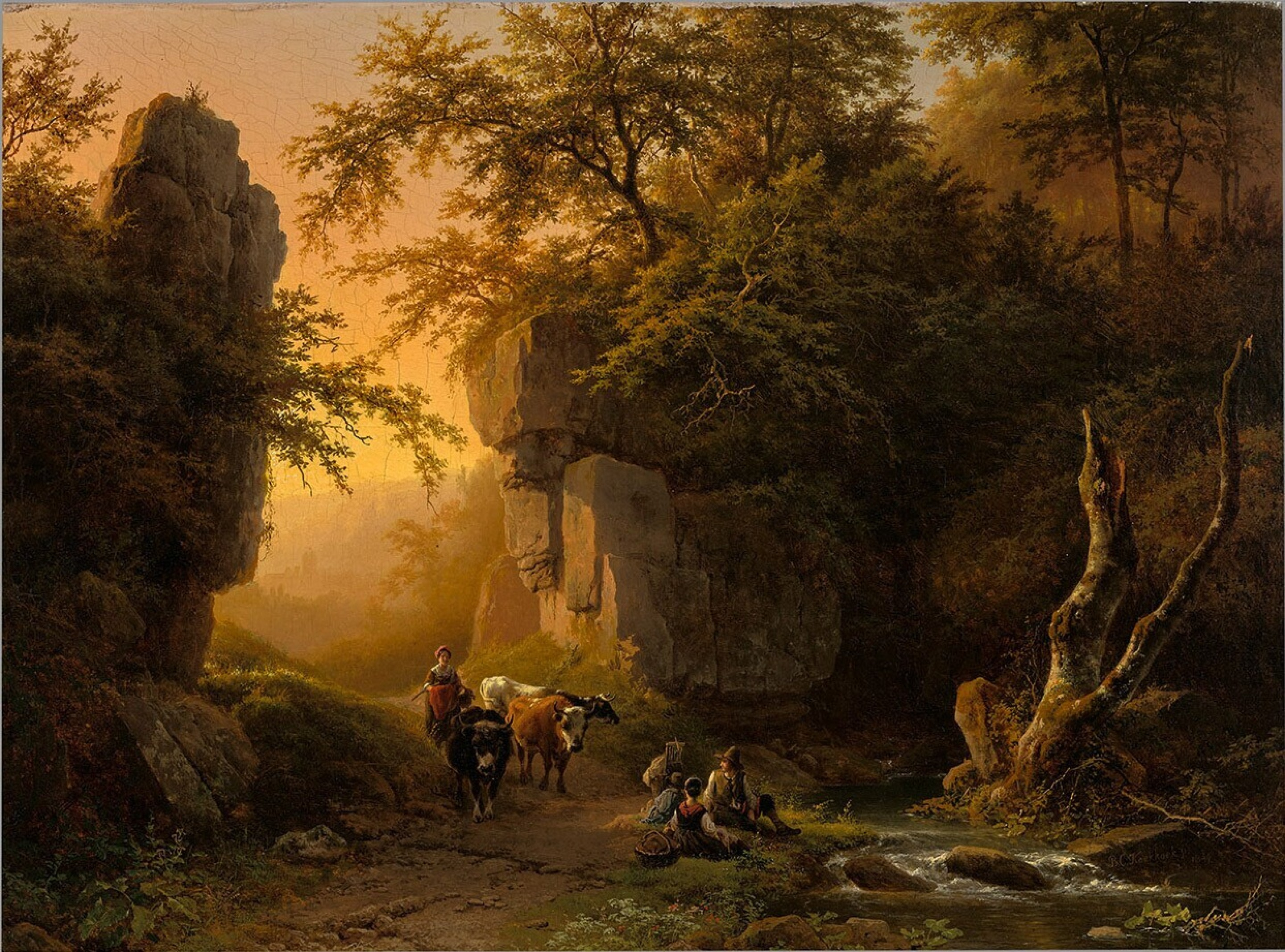
Berglandschap bij ondergaande zon, Barend Cornelis Koekkoek
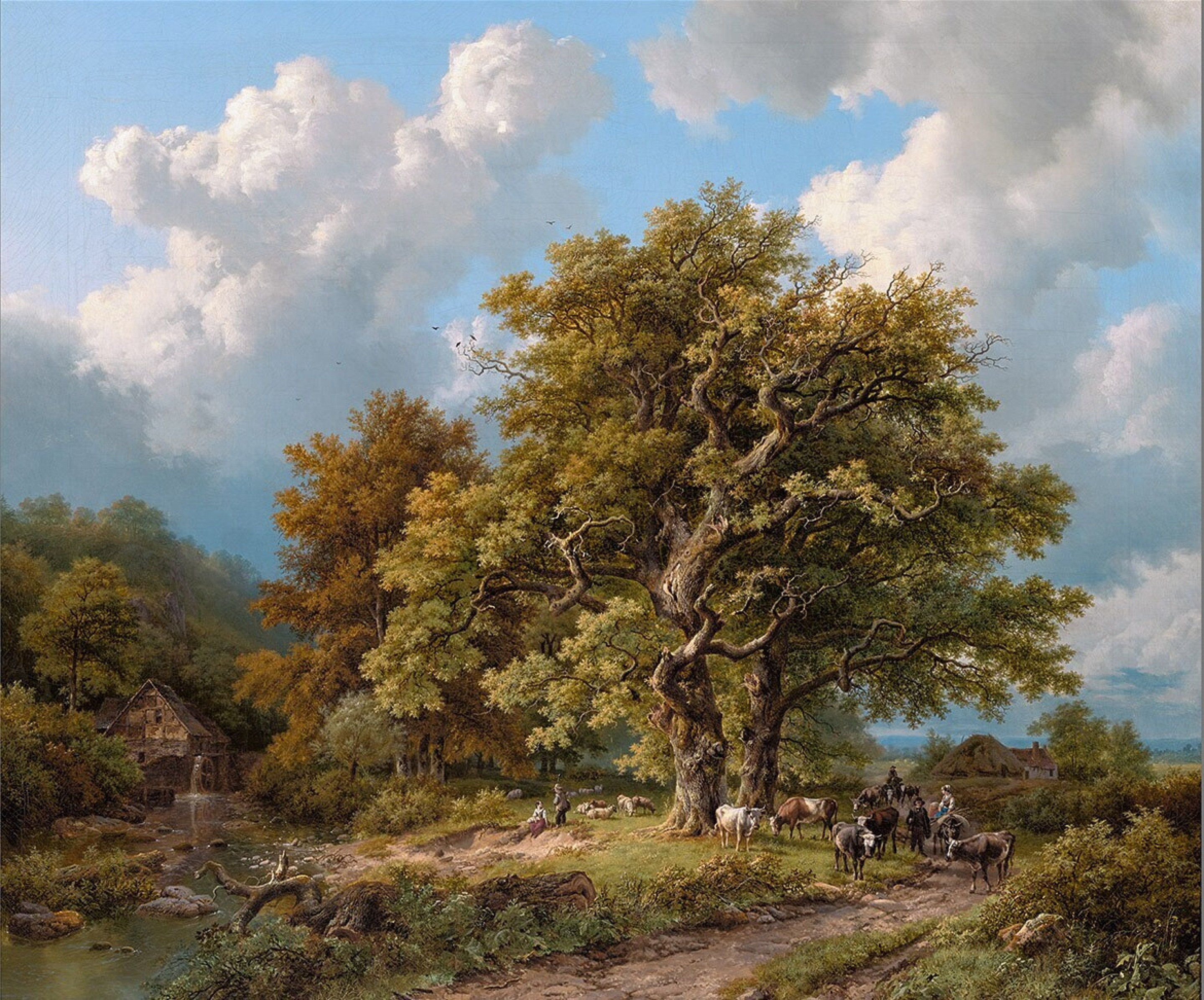
Zomerlandschap, Barend Cornelis Koekkoek

Impressionisme & Realisme

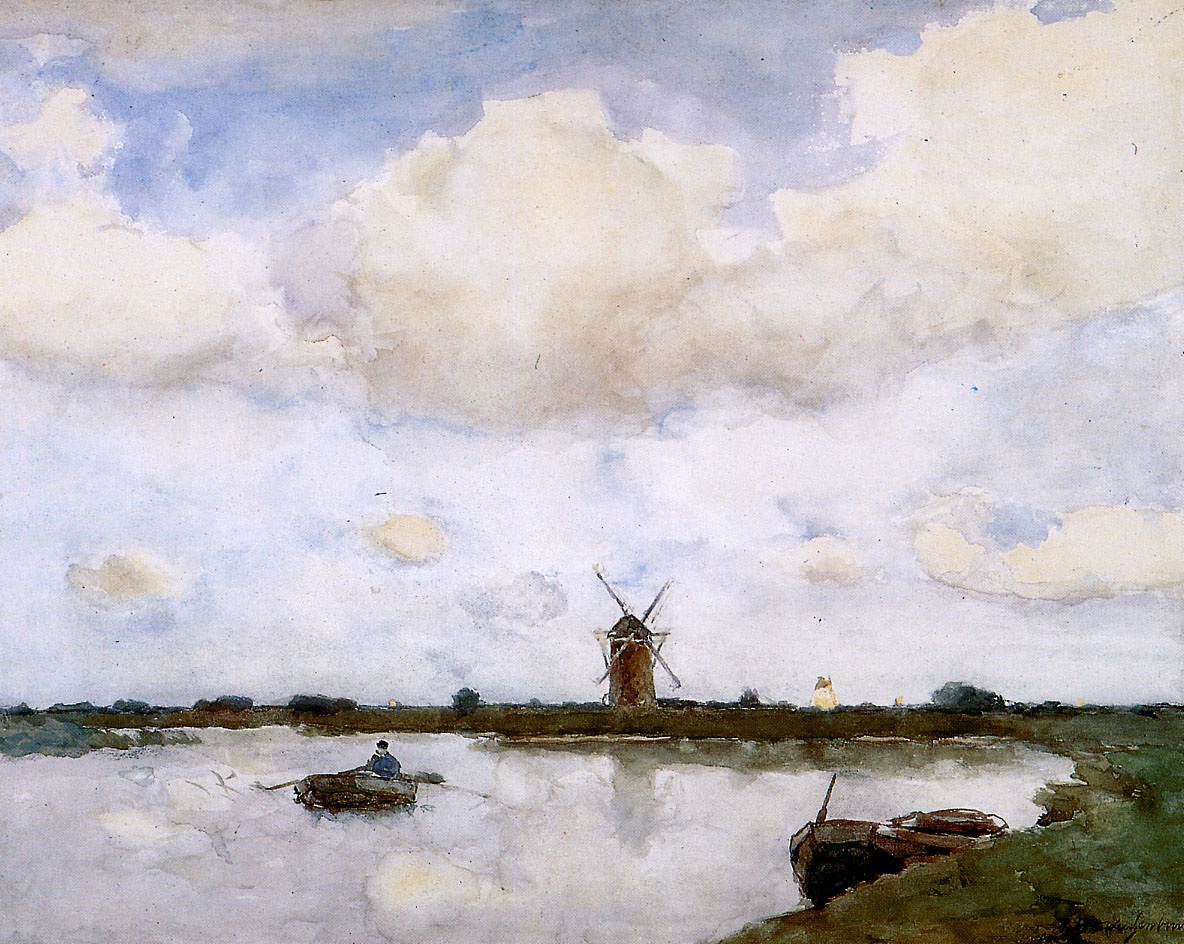
Molen bij een plas, Jan Hendrik Weissenbruch
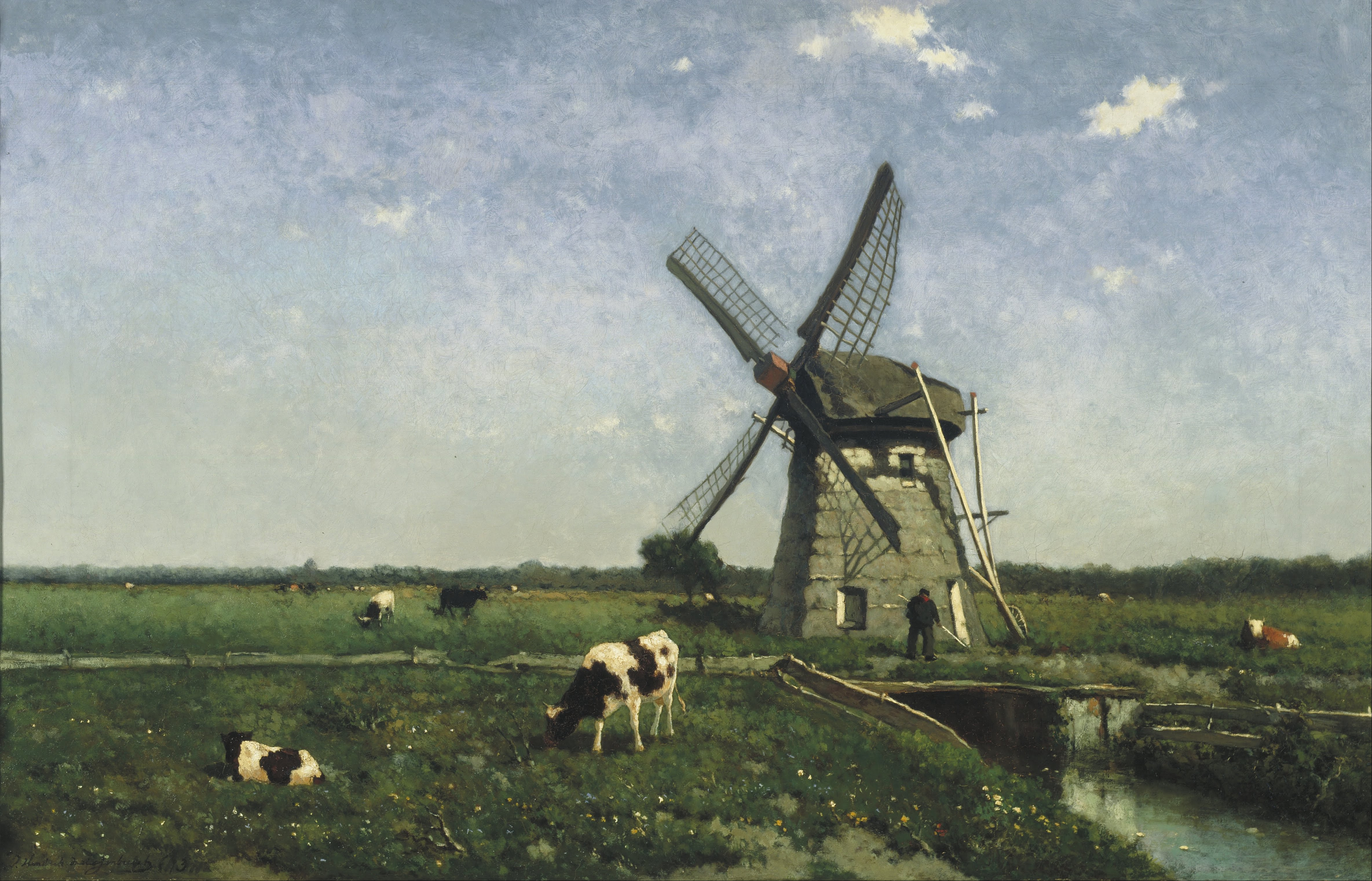
Landschap met molen bij Schiedam, Jan Hendrik Weissenbruch
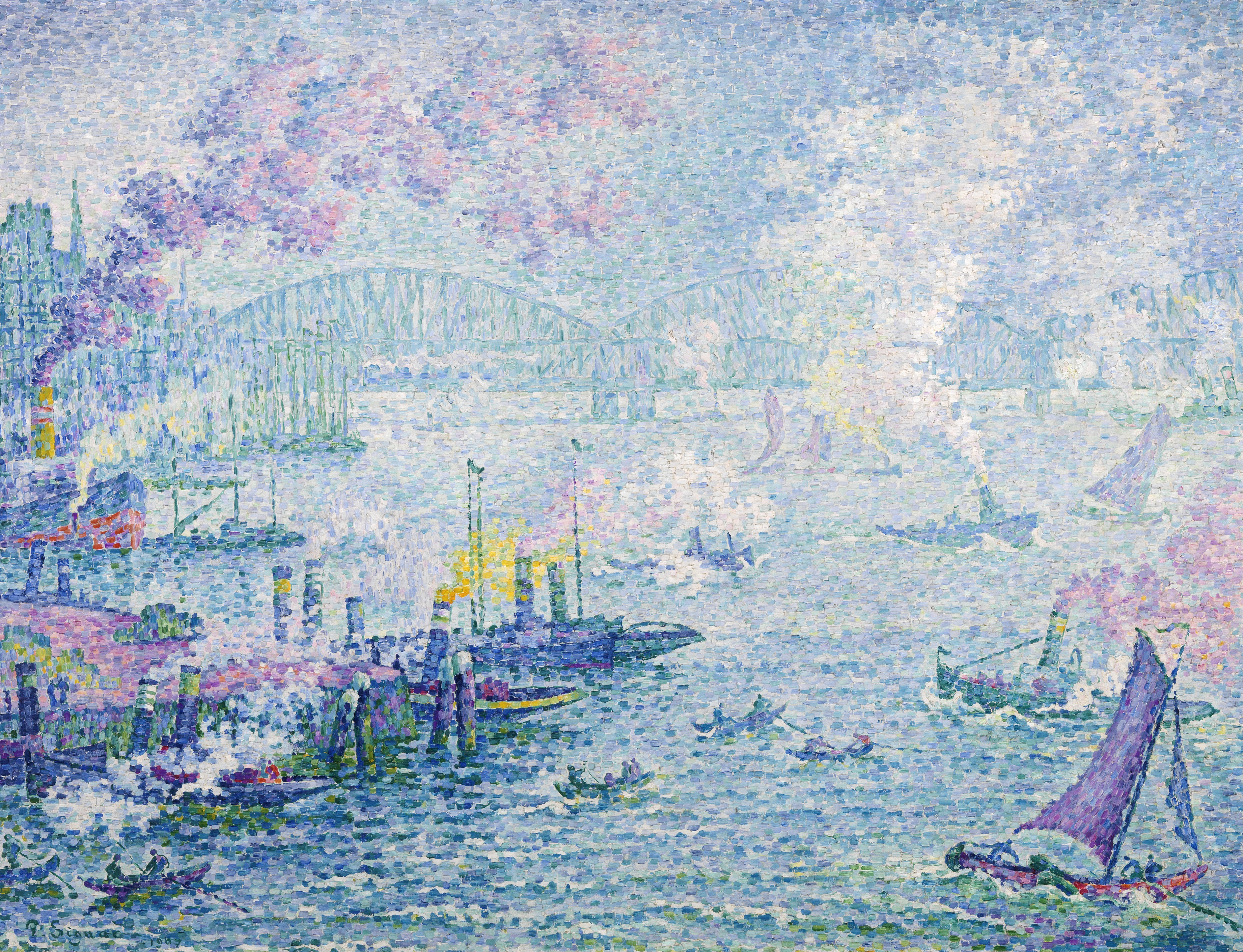
De haven van Rotterdam, Paul Signac
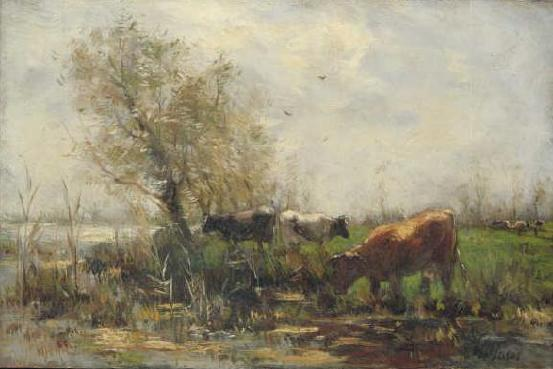
Koeien aan een plas, Willem Maris
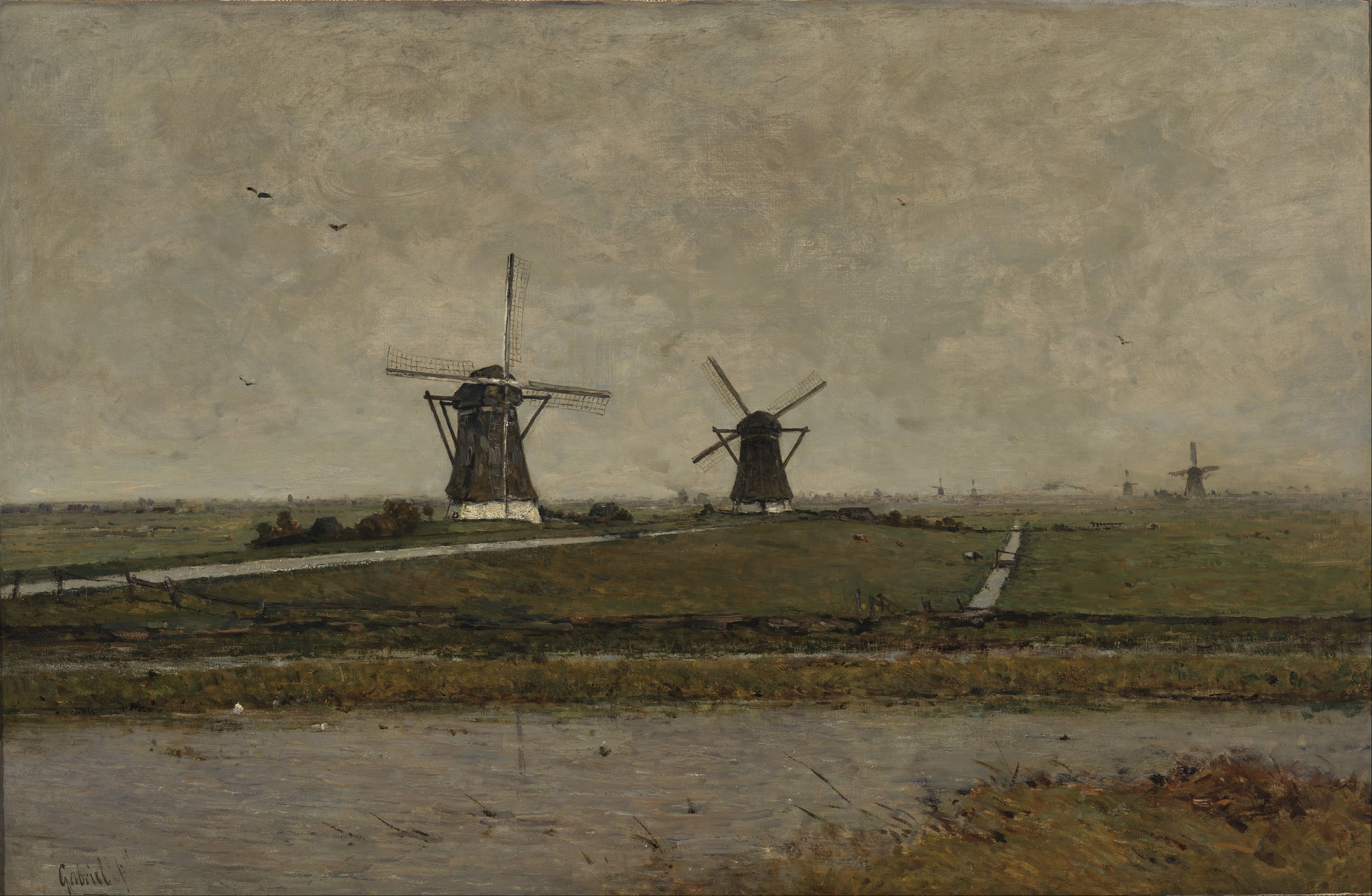
Landschap bij Overschie, Paul Joseph Constantin Gabriël
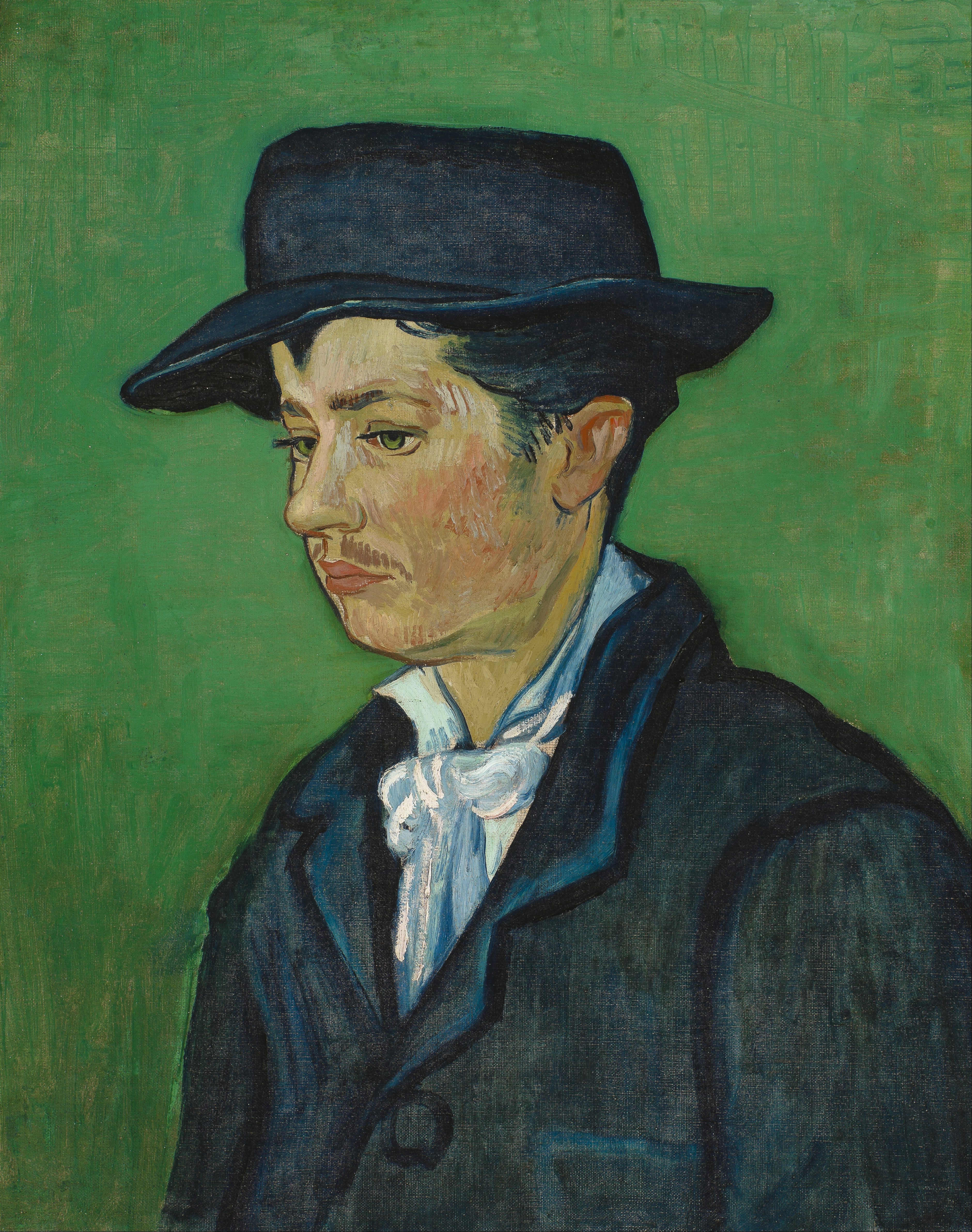
Portret van Armand Roulin, Vincent van Gogh
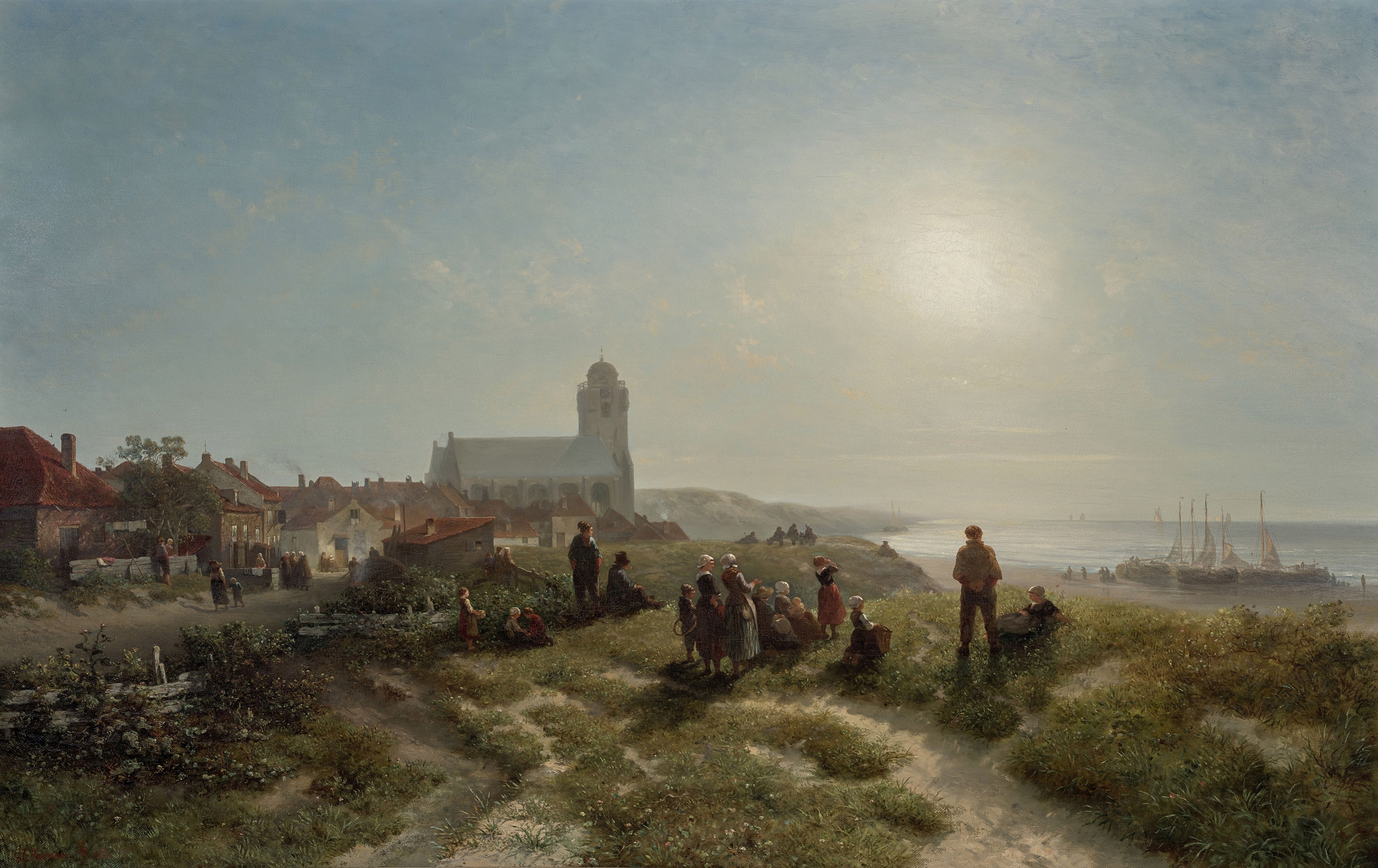
Een namiddag te Katwijk aan Zee, Salomon Verveer
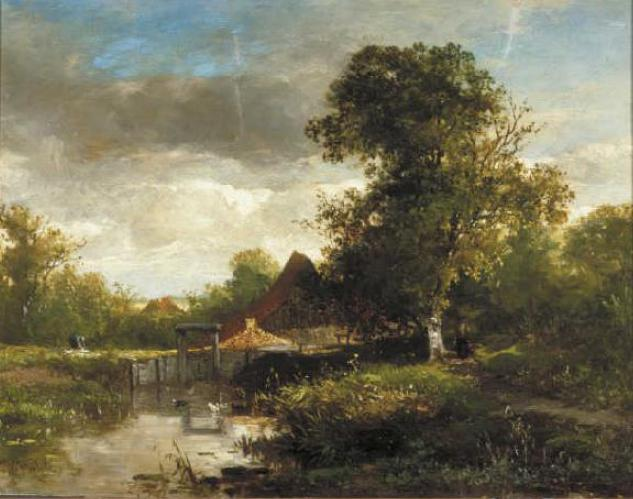
Landschap met bomen en water, Willem Roelofs

Surrealisme

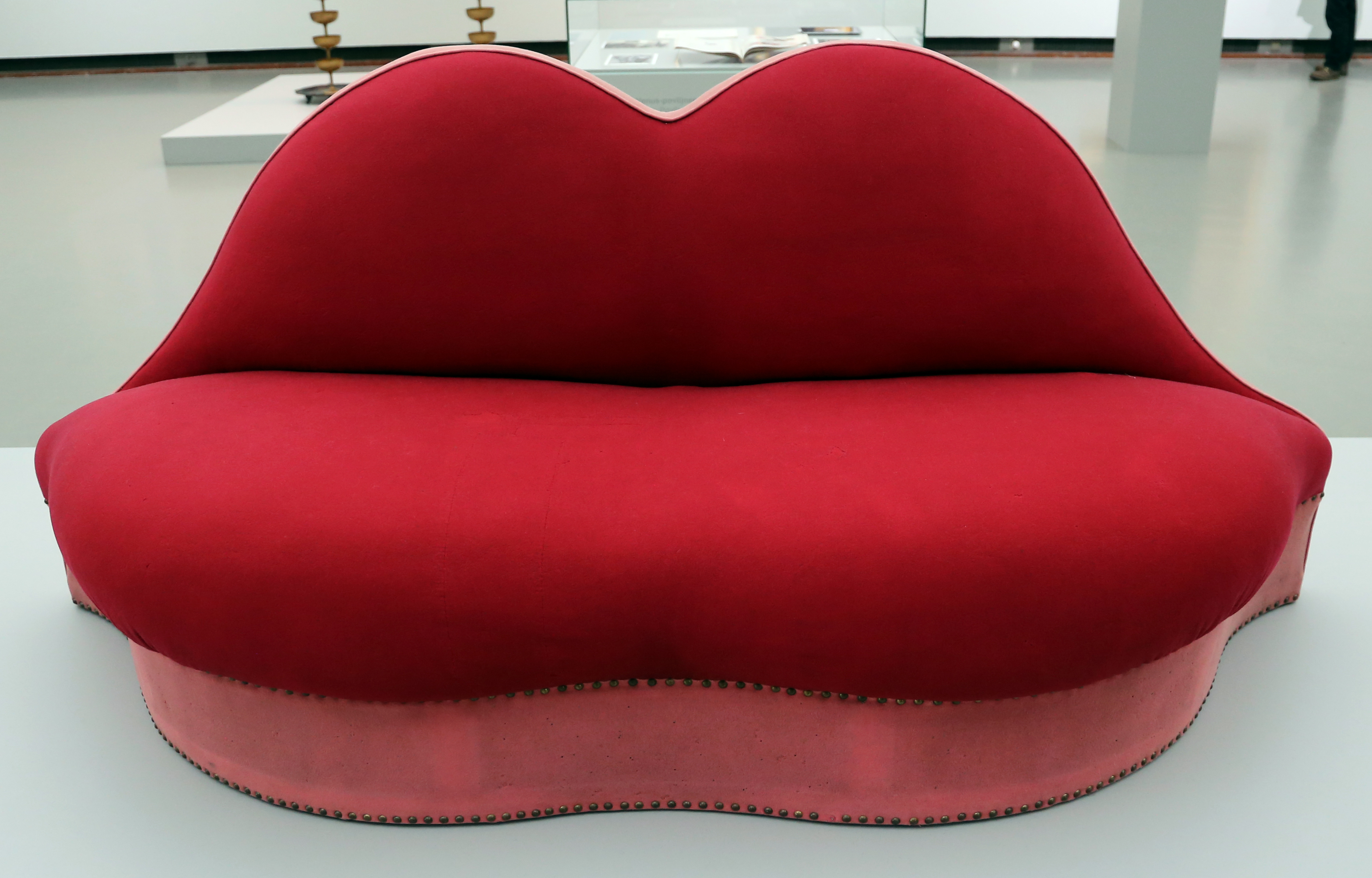
Mae West Lippensofa, Salvador Dalí

Moderne kunst
De bezoeker kan het ontstaan van het modernisme volgen met schilderijen van Vincent van Gogh, Edvard Munch, Claude Monet, Kees van Dongen, Paul Cézanne, Kandinsky en Piet Mondriaan. Ook omvat de collectie werken van de surrealistische kunstenaars Salvador Dalí, René Magritte en Man Ray.
- "Een papaverveld" van Claude Monet
- "Danseresje" van Edgar Degas
- "De vinger aan de wang" van Kees van Dongen
- "Verboden af te beelden" van René Magritte
- "Venus van Milo met laden" van Salvador Dalí

Hedendaagse kunst
Met kunstenaars van de nieuwe generatie zoals Matthew Barney, Olafur Eliasson en Maurizio Cattelan speelt het museum in op de internationale kunstzinnige actualiteit.
- "Cremaster 4" van Matthew Barney
- "Notion Motion" van Olafur Eliasson

Het museum bezit, sinds mei 2018,

24 modestukken van het ontwerpersduo Viktor & Rolf dankzij schenkingen van mecenas Han Nefkens.
Kunstnijverheid en vormgeving
Het museum toont hoe gebruiksvoorwerpen zich gedurende acht eeuwen hebben ontwikkeld. Van middeleeuwse kannen en glas uit de Gouden Eeuw tot de meubels van Rietveld en hedendaags Dutch Design. De gebruiksvoorwerpen uit de collectie zijn te vinden in de ALMA database.
- "Ontbijtservies" van H.P. Berlage
- "Bronzen kan in de vorm van een chimaera", Noord-Italië 15e/begin 16e eeuw

Prentenkabinet
In het prentenkabinet van Museum Boijmans Van Beuningen, gelegen in het gratis toegankelijke entreegebied van het museum, wordt een wereldberoemde collectie prenten en tekeningen bewaard. Regelmatig zijn er wisselende presentaties te zien van prenten en tekeningen uit de collectie. Daarnaast kan de bezoeker werken uit het depot digitaal opvragen en deze op een speciale toontafel bekijken. Een 25 meter lange glazen wand biedt zicht op het volledige depot. Het Prentenkabinet en -depot zijn ontworpen door Marieke van Diemen.

## Tentoonstellingen en activiteiten
Museum Boijmans Van Beuningen toont wisselende tentoonstellingen. Grote tentoonstellingen de afgelopen jaren waren onder andere De grote ogen van Kees van Dongen (2010), Hella Jongerius (2010), The Art of Fashion (2009), De weg naar Van Eyck (2012-2013).

### De Onderzeebootloods
Museum Boijmans Van Beuningen en het Havenbedrijf Rotterdam willen vijf jaar lang hedendaagse kunstenaars met een internationale reputatie uit nodigen een tentoonstelling of kunstproject te realiseren in De Onderzeebootloods in de haven van Rotterdam. Atelier Van Lieshout was in 2010 de eerste met 'Infernopolis'. De 5000 m² grote loods op het terrein van de Rotterdamsche Droogdok Maatschappij uit 1937 is in omvang vergelijkbaar met de Turbine Hall van Tate Modern in Londen.

### Televisie
In 2010 produceerde Museum Boijmans Van Beuningen een eigen kunstprogramma op televisie. Boijmans TV werd uitgezonden op TV Rijnmond. De eerste dertien afleveringen werden in 2010 in totaal 1,5 miljoen keer bekeken. Elke aflevering is na uitzending ook te zien op het online videokanaal van Museum Boijmans Van Beuningen, arttube.boijmans.nl. De dertien afleveringen zijn gebundeld in een dvd-box.

### Collectie online
In de online collectie zijn 6300 kunstwerken en designobjecten uit de collectie van het museum te bekijken. Ruim 400 oude schilderijen en kunstwerken, 500 moderne, 2000 prenten en tekeningen, bijna 3000 designobjecten en 120 kunstwerken gemaakt door Rotterdammers.

### Prijs
Op 16 november 2010 won het museum de Museumprijs 2010.
Hiermee werd een gratis smartphoneversie van de audiotour gemaakt.
- Bibsys: 90085375
- Biblioteca Nacional de España: XX121126
- Bibliothèque nationale de France: cb118666063 (data)
- Catàleg d'autoritats de noms i títols de Catalunya: 981058518634806706
- CiNii: DA05707552
- Gemeinsame Normdatei: 1007928-2
- International Standard Name Identifier: 0000 0004 0460 0425
- Library of Congress Control Number: n81056593
- Nationale Bibliotheek van Letland: 000093328
- Bibliotheek van het Japanse parlement: 001264376
- Nationale Bibliotheek van Tsjechië: ko2003164902
- Nationale bibliotheek van Australië: 35464893
- Nationale Bibliotheek van Israël: 987007265604705171
- RKD-Nederlands Instituut voor Kunstgeschiedenis: 493765
- Istituto Centrale per il Catalogo Unico: CFIV084942
- SNAC: w6rp86c0
- Système universitaire de documentation: 027647889
- Union List of Artist Names: 500308264
- Virtual International Authority File: 158031734